# Liste des épisodes de L'Attaque des Titans
 (octobre 2024).
- Si vous ne connaissez pas le sujet, laissez ce bandeau (vous pouvez alors contacter les auteurs).
- Si vous supprimez le contenu mis en cause (vous pouvez préalablement contacter les auteurs),

argumentez précisément cette suppression dans la page de discussion
(un manque de référence n'est pas un argument ; une recherche réelle de référence doit avoir été effectuée, être formellement documentée).

Logo de l’adaptation en anime de L'Attaque des Titans.

Cet article contient la liste des épisodes de l'anime L'Attaque des Titans (進撃の巨人, Shingeki no Kyojin). Il contient la liste des épisodes des adaptations en anime et OAV sortis depuis avril 2013. Les trois premières saisons sont dirigées par Tetsurō Araki au sein de Wit Studio, tandis que la quatrième saison est réalisée par Yūichirō Hayashi au sein du studio MAPPA.

## Génériques

### Génériques de début
| Numéro | Titre                                        | Artiste             | Épisodes | 1re date de diffusion |
| ------ | -------------------------------------------- | ------------------- | -------- | --------------------- |
| 01     | Guren no yumiya (紅蓮の弓矢)                 | Linked Horizon      | 1 à 13   | 7 avril 2013          |
| 02     | Jiyū no tsubasa (自由の翼)                   | Linked Horizon      | 14 à 25  | 14 juillet 2013       |
| 03     | Shinzō wo sasageyo! (心臓を捧げよ!)          | Linked Horizon      | 26 à 37  | 1er avril 2017        |
| 04     | Red Swan                                     | Yoshiki feat. Hyde  | 38 à 49  | 23 juillet 2018       |
| 05     | Shoukei to shikabane no michi (憧憬と屍の道) | Linked Horizon      | 50 à 59  | 29 avril 2019         |
| 06     | Boku no sensō (僕の戦争)                     | Shinsei Kamattechan | 60 à 75  | 7 décembre 2020       |
| 07     | The Rumbling                                 | SiM                 | 76 à 87  | 10 janvier 2022       |
| 08     | Saigo no Kyojin (The Last Titan)             | Linked Horizon      | SP 2     | 5 novembre 2023       |

### Génériques de fin
| Numéro | Titre                                           | Artiste             | Épisodes | 1re date de diffusion |
| ------ | ----------------------------------------------- | ------------------- | -------- | --------------------- |
| 01     | Utsukushiki zankoku na sekai (美しき残酷な世界) | Yōko Hikasa         | 1 à 13   | 7 avril 2013          |
| 02     | Great Escape                                    | cinema staff        | 14 à 25  | 14 juillet 2013       |
| 03     | Yūgure no tori (夕暮れの鳥)                     | Shinsei Kamattechan | 26 à 37  | 1er avril 2017        |
| 04     | Akatsuki no Requiem (暁の鎮魂歌)                | Linked Horizon      | 38 à 49  | 23 juillet 2018       |
| 05     | Name of Love                                    | cinema staff        | 50 à 59  | 29 avril 2019         |
| 06     | Shōgeki (衝撃)                                  | Yuko Ando           | 60 à 75  | 7 décembre 2020       |
| 07     | Akuma no ko (𢥧魔の子)                          | Ai Higuchi          | 76 à 87  | 10 janvier 2022       |
| 08     | Under the Tree                                  | SiM                 | SP 1     | 3 mars 2023           |
| 09     | Itterashai (いってらっしゃい)                   | Ai Higuchi          | SP 2     | 5 novembre 2023       |

## L'Attaque des Titans

### Panorama des saisons
| Saison | Saison | Épisodes        | Date de sortie initiale | Date de sortie initiale |
| Saison | Saison | Épisodes        | Début de la saison      | Fin de la saison        |
| ------ | ------ | --------------- | ----------------------- | ----------------------- |
|        | 1      | 25              | 7 avril 2013            | 29 septembre 2013       |
|        | 2      | 12              | 1er avril 2017          | 17 juin 2017            |
|        | 3      | 22              | 23 juillet 2018         | 1er juillet 2019        |
|        | Finale | 28 + 2 spéciaux | 7 décembre 2020         | 5 novembre 2023         |

### Saison 1 (2013)
| No | Titre français                                                            | Titre japonais                           | Titre japonais                                        | Date de 1re diffusion |
| No | Titre français                                                            | Kanji                                    | Rōmaji                                                | Date de 1re diffusion |
| --- | ------------------------------------------------------------------------- | ---------------------------------------- | ----------------------------------------------------- | --------------------- |
| 1 | À toi qui vis 2000 ans plus tard ~La chute de Shiganshina~                | 二千年後の君へ ―シガンシナ陥落①―         | Ni sen nengo no kimi e ―Shiganshina kanraku ①―        | 7 avril 2013          |
| [Chapitres 1-2] - An 845. Depuis un siècle, l'Humanité vit réfugiée derrière trois murs gigantesques afin de se protéger des Titans, des géants anthropophages apparus soudainement. Eren Jäger, 10 ans, vit avec ses parents et sa sœur adoptive, Mikasa Ackerman, dans la ville de Shiganshina, située près de Maria, le mur extérieur. Eren rêve de rejoindre le Bataillon d'Exploration, qui s'aventure à l'extérieur des Murs et affronte les Titans. Un jour, un Titan colossal détruit le mur Maria et Shiganshina est envahie par les Titans. La mère d'Eren est dévorée par l'un d'eux sous les yeux du jeune garçon... Commentaires - Le Titan Colossal (超大型巨人, Chō-Ōgata Kyojin), figure emblématique de la série, apparaît pour la première fois lors de cet épisode. - Keith Shardiz et Erwin Smith apparaissent également lors de cet épisode. |                                                                           |                                          |                                                       |                       |
| 2 | Ce jour-là ~La chute de Shiganshina~                                      | その日 ―シガンシナ陥落②―                 | Sono hi ―Shiganshina kanraku ②―                       | 14 avril 2013         |
| [Chapitre 2] - Les Titans envahissent l'espace entre les murs Maria et Rose, entraînant l'afflux de nombreux réfugiés derrière le mur Rose. Afin de pallier le manque de ressources, le Gouvernement organise une reconquête du mur Maria par les réfugiés ; la majeure partie d'entre eux meurent, dont le grand-père d'Armin Arlelt, ami d'Eren et Mikasa. En 847, les trois amis rejoignent la 104e brigade d'entraînement de l'armée afin de subir une formation pour combattre les Titans... Commentaires - Le Titan Cuirassé (鎧の巨人, Yoroi no Kyojin) fait sa première apparition lors de cet épisode. - Eren se fait la promesse d'exterminer tous les Titans jusqu'au dernier. Cet objectif deviendra le moteur du protagoniste durant toute l'histoire.                                                                                               |                                                                           |                                          |                                                       |                       |
| 3 | Une faible étincelle dans le désespoir ~Le réveil de l'humanité~          | 絶望の中で鈍く光る ―人類の再起①―         | Zetsubō no naka de nibuku hikaru ―Jinrui no saiki ①―  | 21 avril 2013         |
| [Chapitres 15-16] - Eren, Mikasa et Armin commencent leur entraînement sous la direction de l'autoritaire Keith Shardiz. La maîtrise de l'équipement tridimensionnel, permettant de se déplacer dans les airs pour combattre les Titans, est absolument nécessaire sous peine d'être renvoyé. Malgré ses difficultés, Eren réussit de justesse à le maîtriser... |                                                                           |                                          |                                                       |                       |
| 4 | Le soir de la cérémonie de fin d'entraînement ~Le réveil de l'humanité~   | 解散式の夜 ―人類の再起②―                 | Kaisan shiki no yoru ―Jinrui no saiki ②―              | 28 avril 2013         |
| [Chapitres 2-3-17-18] - An 850. C'est la fin de l'entraînement pour la 104e brigade. Eren et Mikasa font partie des dix meilleurs soldats de la brigade aux côtés de Christa Lenz, Sasha Braus, Conny Springer, Marco Bott, Jean Kirschtein, Annie Leonhart, Bertolt Hoover et Reiner Braun. Alors que chacun doit faire le choix du bataillon qu'il souhaite rejoindre, le Titan colossal resurgit subitement et détruit le mur Rose... |                                                                           |                                          |                                                       |                       |
| 5 | Première bataille ~La lutte pour le district Trost~                       | 初陣 ―トロスト区攻防戦①―                 | Uijin ―Torosuto-ku kōbōsen ①―                         | 5 mai 2013            |
| [Chapitre 4] - Les Titans envahissent le district de Trost. L'armée réagit afin d'éviter que l'espace entre les murs de Rose et de Sina ne soit envahi. La petite équipe dirigée par Eren est cependant immédiatement décimée. Alors qu'Armin est sur le point d'être dévoré, Eren se sacrifie afin de le sauver.... |                                                                           |                                          |                                                       |                       |
| 6 | Une petite lame ~La lutte pour le district de Trost~                      | 少女が見た世界 ―トロスト区攻防戦②―       | Shōjo ga mita sekai ―Torosuto-ku kōbōsen ②―           | 12 mai 2013           |
| [Chapitres 5-6] - Armin est traumatisé par la mort d'Eren et de ses camarades. Mikasa, affectée dans une autre équipe, intervient pour sauver les réfugiés de Trost qui étaient bloqués près de la porte du district. Elle se souvient alors de sa rencontre avec Eren : en 839, celui-ci l'avait sauvée des criminels qui venaient de tuer ses parents ; orpheline, elle avait ensuite été adoptée par le père d'Eren... |                                                                           |                                          |                                                       |                       |
| 7 | Courte lame ~La lutte pour le district Trost~                             | 小さな刃 ―トロスト区攻防戦③―             | Chiisana yaiba ―Torosuto-ku kōbōsen ③―                | 19 mai 2013           |
| [Chapitres 7-8] - Mikasa apprend la mort d'Eren. Désespérée, celle-ci dirige une équipe chargée de récupérer du gaz pour les équipements tridimensionnels, mais sans aucune considération pour sa propre sécurité. Alors qu'elle est sur le point d'être dévorée, elle est subitement sauvée par un Titan semblant maîtriser les arts martiaux et hostile à l'égard de ses propres semblables... |                                                                           |                                          |                                                       |                       |
| 8 | J'entends les battements de ton cœur ~La lutte pour le district de Trost~ | 心臓の鼓動が聞こえる ―トロスト区攻防戦④― | Shinzō no kodō ga kikoeru ―Torosuto-ku kōbōsen ④―     | 26 mai 2013           |
| [Chapitres 8-9] - Le Titan ayant sauvé Mikasa permet aux soldats d'avoir une diversion tandis qu'ils partent chercher du gaz. Une fois le gaz récupéré, le Titan allié s'effondre ; de son corps sort Eren, dont les membres qui avaient été amputés ont repoussé à la manière de ceux des Titans... |                                                                           |                                          |                                                       |                       |
| 9 | Qu'est-il advenu du bras gauche ? ~La lutte pour le district de Trost~    | 左腕の行方 ―トロスト区攻防戦⑤―           | Hidariude no yukue ―Torosuto-ku kōbōsen ⑤―            | 2 juin 2013           |
| [Chapitres 9.5-10] - Juste après avoir sauvé Armin et avoir été dévoré, Eren s'est transformé en Titan et a commencé à décimer les autres Titans. Après être sorti de son corps de Titan, Eren est conduit avec Mikasa et Armin devant le capitaine Kitz Wehrman : ce dernier est persuadé qu'Eren est un traitre au service des Titans et ordonne qu'on l'exécute ; Eren se protège ainsi que Mikasa et Armin en se transformant partiellement en Titan. Pendant ce temps, le Bataillon d'exploration, dirigé par Erwin Smith, annule sa mission lorsqu'il apprend la nouvelle de l'attaque contre le District de Trost... |                                                                           |                                          |                                                       |                       |
| 10 | Répondre ~La lutte pour le district de Trost~                             | 応える ―トロスト区攻防戦⑥―               | Kotaeru ―Torosuto-ku kōbōsen ⑥―                       | 9 juin 2013           |
| [Chapitres 11-12] - Eren se souvient que son Père lui avait confié une clé donnant accès au sous-sol familial qui est supposé contenir des révélations sur les Titans. Il envisage de s'enfuir et de retourner seul à Shiganshina, mais propose cependant à Armin de plaider en sa faveur auprès de Wehrman. Armin, reprenant confiance en lui, s'exécute. Wehrman, paniqué, est sur le point de lancer un nouvel assaut contre le trio, mais est cependant arrêté au dernier instant par le Commandant Dot Pixis. Ce dernier propose une mission à Eren : reboucher le mur Rose sous sa forme de Titan et ainsi sauver Trost... |                                                                           |                                          |                                                       |                       |
| 11 | Idole ~La lutte pour le district de Trost~                                | 偶像 ―トロスト区攻防戦⑦―                 | Guuzou ―Torosuto-ku kōbōsen ⑦―                        | 16 juin 2013          |
| [Chapitre 12] - Pixis annonce aux soldats que la capacité de transformation d'Eren, présentée comme le résultat de recherches confidentielles de l'armée, peut permettre de reboucher le mur Rose et de reconquérir Trost. Celui-ci lance l'opération de reconquête, mais Eren, une fois transformé, perd le contrôle de son Titan et s'en prend même à Mikasa... |                                                                           |                                          |                                                       |                       |
| 12 | Blessure ~La lutte pour le district de Trost~                             | 傷 ―トロスト区攻防戦⑧―                   | Kizu ―Torosuto-ku kōbōsen ⑧―                          | 23 juin 2013          |
| [Chapitres 13-14] - L'opération de reconquête semble perdue à la suite de la perte de contrôle d'Eren. Armin parvient cependant à lui faire reprendre le contrôle en lui rappelant pourquoi il se bat : venger sa Mère et voir à nouveau le monde en dehors des Murs... |                                                                           |                                          |                                                       |                       |
| 13 | Désir primitif ~La lutte pour le district de Trost~                       | 原初的欲求 ―トロスト区攻防戦⑨―           | Genshoteki yokkyū ―Torosuto-ku kōbōsen ⑨―             | 30 juin 2013          |
| [Chapitres 14-18] - Eren parvient à reboucher le mur Rose. Le Bataillon d'exploration, tout juste de retour, élimine les derniers Titans présents au sein du District de Trost. Jean découvre le cadavre de Marco. Eren se réveille en prison, l'armée hésitant encore sur le sort qui doit être le sien. Erwin Smith, à la tête du Bataillon d'exploration, voit cependant dans Eren une solution pour reconquérir le mur Maria. Il se montre également curieux de découvrir les révélations sur les Titans dissimulées dans le sous-sol de la demeure des Jäger... |                                                                           |                                          |                                                       |                       |
| 13.5 | Depuis l'autre jour                                                       | あの日から ―トロスト区攻防戦―            | Ano hi kara                                           | 7 juillet 2013        |
| Un épisode récapitulatif sur les événements passés durant les treize premiers épisodes. |                                                                           |                                          |                                                       |                       |
| 14 | On ne peut pas le regarder dans les yeux ~La veille de la contre-attaque~ | まだ目を見れない ―反撃前夜①―             | Mada me o mirenai ―Hangeki zen'ya ①―                  | 14 juillet 2013       |
| [Chapitre 19] - Eren est conduit en cour martiale pour que l'armée tranche sur son sort. Les Brigades Spéciales, chargées de la sécurité centrale des Murs, souhaitent étudier Eren avant de l'exécuter. Le Culte des Murs voudrait quant à lui son exécution immédiate. Grâce aux violences infligées à Eren par le Caporal-chef Livaï, qui prouve ainsi à la Cour qu'il ne redoute pas le titan et se sent capable de le maîtriser à tout moment, le Bataillon d'exploration parvient à convaincre la Cour de lui confier Eren pour le surveiller et l'utiliser pour reconquérir le mur Maria. |                                                                           |                                          |                                                       |                       |
| 15 | Unité d'intervention ~La veille de la contre-attaque~                     | 特別作戦班 ―反撃前夜②―                   | Tokubetsu sakusen-han ―Hangeki zen'ya ②―              | 21 juillet 2013       |
| [Chapitre 20] - Eren est placé sous l'autorité du Caporal-chef Livaï, considéré comme le meilleur soldat du Bataillon d'exploration. Eren fait la connaissance de la Major Hansi Zoe, membre excentrique du Bataillon dont la très haute intelligence en fait une chercheuse brillante spécialiste des Titans. Celle-ci a notamment découvert, après avoir capturé deux Titans, que ceux-ci avaient besoin de la lumière du soleil pour se déplacer. Les cadavres des deux Titans sont cependant découverts peu après, indiquant la présence d'un ou plusieurs traitres au sein des Murs... |                                                                           |                                          |                                                       |                       |
| 16 | Ce qu'il faut faire maintenant ~La veille de la contre-attaque~           | 今、何をすべきか ―反撃前夜③―             | Ima, nani o subeki ka ―Hangeki zen'ya ③―              | 28 juillet 2013       |
| [Chapitres 18-21-22] - C'est l'heure pour la 104e brigade d'entrainement de choisir son bataillon. Mikasa, Armin, Sasha, Conny, Bertolt, Reiner, Ymir et Christa rejoignent le Bataillon d'exploration ; Jean, bien que tenté par les Brigades Spéciales à l'origine, décide de rejoindre le Bataillon d'exploration pour rendre hommage à Marco. Annie Leonhart préfère quant à elle rejoindre les Brigades Spéciales. Le Bataillon d'Exploration part ensuite pour sa 57e expédition extra-muros... |                                                                           |                                          |                                                       |                       |
| 17 | Le Titan féminin ~La 57e expédition extra-muros~                          | 女型の巨人 ―第57回壁外調査①―             | Megata no Kyojin ―Dai gojū-nana kai hekigai chōsa ①―  | 4 août 2013           |
| [Chapitres 22-23] - Le Bataillon d'exploration est immédiatement confronté aux Titans rôdant derrière le mur Maria. Un Titan féminin doté d'intelligence apparait soudainement et attaque le Bataillon en manquant de tuer Armin et Reiner. Armin s'interroge rapidement sur les raisons qui ont poussé le Titan féminin à l'épargner... |                                                                           |                                          |                                                       |                       |
| 18 | La forêt des arbres géants ~La 57e expédition extra-muros~                | 巨木樹の森 ―第57回壁外調査②―             | Kyobokuju no mori ―Dai gojū-nana kai hekigai chōsa ②― | 11 août 2013          |
| [Chapitres 24-25] - Le Bataillon d'exploration se réfugie dans une forêt d'arbres géants permettant un avantage tactique contre les Titans. Le Titan féminin surgit derrière l'Escouade Livaï et s'enfonce également dans la forêt... |                                                                           |                                          |                                                       |                       |
| 19 | Morsure ~La 57e expédition extra-muros~                                   | 噛み付く ―第57回壁外調査③―               | Kamitsuku ―Dai gojū-nana kai hekigai chōsa ③―         | 18 août 2013          |
| [Chapitres 25-26] - Alors que le Titan féminin poursuit l'Escouade Livaï, Eren est tenté de se transformer malgré les ordres contraires de ses compagnons. Livaï propose alors à Eren de choisir : soit il croit en lui-même, soit il fait confiance à ses camarades d'armes. Eren décide alors de faire confiance à ses compagnons qu'il a appris à respecter les jours précédents. Cela permet à Erwin Smith d'immobiliser le Titan féminin comme celui-ci l'avait prévu, mais au prix de la mort de plusieurs membres de l'escorte d'Eren. |                                                                           |                                          |                                                       |                       |
| 20 | Erwin Smith ~La 57e expédition extra-muros~                               | エルヴィン・スミス ―第57回壁外調査④―     | Eruvin Sumisu ―Dai gojū-nana kai hekigai chōsa ④―     | 25 août 2013          |
| [Chapitres 27-28] - Le Bataillon d'Exploration en vient à la conclusion qu'Erwin Smith avait deviné qu'un traitre capable de se changer en Titan était présent entre les murs et que cette expédition n'était qu'un leurre pour le capturer. Incapable de se libérer, le Titan féminin semble se suicider en appelant des Titans pour qu'ils le dévorent et ne puissent pas capturer son hôte. Le Bataillon décrète la fin de la mission. Cependant, Erwin suspecte que l'hôte du Titan féminin a survécu, aucun cadavre n'ayant été retrouvé. À ce moment, Günther de l'Escouade Livaï est tué par un individu maniant l'équipement tridimensionnel. |                                                                           |                                          |                                                       |                       |
| 21 | Coup dur ~La 57e expédition extra-muros~                                  | 鉄槌 ―第57回壁外調査⑤―                   | Tettsui ―Dai gojū-nana kai hekigai chōsa ⑤―           | 1er septembre 2013    |
| [Chapitres 28-29-30] - Le Titan féminin réapparaît et décime la quasi-totalité de l'Escouade Livaï. Eren, furieux, se transforme et se bat contre le Titan féminin. Ce dernier est cependant plus fort et dévore Eren sous les yeux de Mikasa, qui le prend en chasse. Livaï la rejoint et tente de la calmer afin d'attaquer plus efficacement le Titan féminin, de manière coordonnée. |                                                                           |                                          |                                                       |                       |
| 22 | Les vaincus ~La 57e expédition extra-muros~                               | 敗者達 ―第57回壁外調査⑥―                 | Haisha-tachi ―Dai gojū-nana kai hekigai chōsa ⑥―      | 8 septembre 2013      |
| [Chapitre 30] - Livaï et Mikasa parviennent à immobiliser le Titan féminin et à récupérer Eren, conservé intact dans sa bouche. Le Bataillon d'Exploration rentre se réfugier derrière le mur Rose, mais il est forcé d'abandonner les cadavres des soldats morts au combat pour pouvoir fuir les Titans, dont celui de Petra, membre de l'escouade de Livaï. De retour derrière le mur Rose, l'échec du Bataillon est largement critiqué par les citoyens. |                                                                           |                                          |                                                       |                       |
| 23 | Sourire ~Attaque surprise au district de Stohess~                         | 微笑み ―ストヘス区急襲①―                 | Hohoemi ―Sutohesu-ku kyūshū ①―                        | 15 septembre 2013     |
| [Chapitres 31-32] - Annie a rejoint les Brigades Spéciales dans le district de Stohess, situé derrière le mur Sina. Froide et cynique, elle côtoie Marlo, un soldat scandalisé par la corruption de son corps d'armée. Elle retrouve Armin qui lui demande de l'aider à faire s'échapper Eren des Murs, celui-ci devant être remis au gouvernement à la suite de l'échec de la mission du Bataillon. Annie accepte, mais elle comprend petit à petit qu'il s'agit en réalité d'une ruse du Bataillon pour la capturer. Elle avoue être le Titan féminin, ainsi que la tueuse des deux Titans retenus prisonniers, avant de se transformer en Titan. |                                                                           |                                          |                                                       |                       |
| 24 | Pitié ~Attaque surprise au district de Stohess~                           | 慈悲 ―ストヘス区急襲②―                   | Jihi ―Sutohesu-ku kyūshū ②―                           | 22 septembre 2013     |
| [Chapitres 32-33] - L'épisode commence par une retour en arrière. Après l'expédition du Bataillon, Erwin annonce que l'identité du Titan féminin a été découverte par Armin : ce dernier en a conclu qu'il s'agissait d'Annie. Eren ne parvient cependant pas à y croire, et n'en est convaincu que lorsque leur plan pour la capturer échoue et qu'elle se transforme. Annie essaie alors de capturer à nouveau Eren, qui ne parvient pas à se transformer en Titan. Mikasa, furieuse, l'accuse d'avoir des sentiments pour Annie, ce qui empêcherait sa transformation. Le Bataillon tente d'arrêter Annie sans succès. Finalement, Eren parvient à se transformer et commence à se battre contre Annie. |                                                                           |                                          |                                                       |                       |
| 25 | Mur ~Attaque surprise au district de Stohess~                             | 壁 ―ストヘス区急襲③―                     | Kabe ―Sutohesu-ku kyūshū ③―                           | 29 septembre 2013     |
| [Chapitres 33-34] - Eren parvient à vaincre Annie, mais celle-ci, afin d'éviter d'être capturée, érige une prison de cristal autour de son corps avec son pouvoir de Titan. Impossible à interroger, elle est placée en détention, toujours entourée de sa protection de cristal, qui s'avère inviolable. Le gouvernement, à la suite de cette demi-victoire, décide de laisser Eren entre les mains du Bataillon d'exploration. |                                                                           |                                          |                                                       |                       |

### Saison 2 (2017)
La deuxième saison est composée de 12 épisodes. Ils sont sortis en VF et VOSTFR en DVD et Blu-ray chez @Anime le 24 janvier 2018.
| No | Titre français                     | Titre japonais | Titre japonais   | Date de 1re diffusion |
| No | Titre français                     | Kanji          | Rōmaji           | Date de 1re diffusion |
| --- | ---------------------------------- | -------------- | ---------------- | --------------------- |
| 1 (26) | Le Titan bestial                   | 獣の巨人       | Kemono no Kyojin | 1er avril 2017        |
| [Chapitres 34-35-50] - Un immense Titan est découvert à l'intérieur du Mur Sina, partiellement détruit durant le combat entre Annie et Eren. Hansi tente d'en découvrir l'origine auprès du révérend Nick, un prêtre du Culte des Murs qui était au courant de sa présence dans la muraille, mais celui-ci refuse de dire ce qu'il sait. Les membres de la 104e brigade d'entraînement ayant rejoint le Bataillon d'Exploration (à l'exception d'Eren, Mikasa et Armin) sont en retraite, en civil, dans un bâtiment derrière le mur Rose sans explication apparente. Ils aperçoivent alors des Titans fonçant dans leur direction, ce qui les laisse penser que le Mur Rose a été détruit. Le Bataillon se disperse afin d'organiser l'évacuation des habitants du mur Rose. Mike, un des meilleurs soldats du Bataillon, tombe alors sur le Titan bestial, un Titan intelligent capable de parler. Ce dernier, intrigué, lui prend son équipement tridimensionnel avant de le laisser se faire dévorer par des Titans. |                                    |                |                  |                       |
| 2 (27) | De retour au village               | ただいま       | Tadaima          | 8 avril 2017          |
| [Chapitres 34-36-37] - La nouvelle de la destruction du mur Rose est arrivée à Stohess. Les membres du Bataillon présents sur place quittent l'endroit pour aller chercher l'emplacement de la brèche dans le mur qui a permis aux Titans d'entrer. Sasha se rend dans un village proche de l'endroit d'où elle est originaire. La zone a déjà été dévastée par les Titans. Elle sauve de justesse une jeune fille des griffes d'un Titan qui était en train de dévorer sa mère. Sasha retrouve ensuite son père, qui aidait les habitants de la région à évacuer. Conny, lui, se rend dans son village d'origine avec Reiner et Bertolt. Le village est dévasté et ils découvrent un Titan aux membres atrophiés effondré sur sa maison, mais aucune trace de cadavre humain. |                                    |                |                  |                       |
| 3 (28) | Direction le sud-ouest             | 南西へ         | Nansei e         | 15 avril 2017         |
| [Chapitres 37-38] - Le Bataillon s'interroge sur la situation étrange du village de Conny. Il n'y a pas de cadavre, mais personne ne semble s'être enfui étant donné que les chevaux sont tous dans leurs étables. L'équipe de Conny retrouve celle d'Ymir et de Christa alors qu'ils faisaient le tour du mur Rose : aucun trou dans le Mur n'a été découvert. Afin de passer la nuit, ils décident de se réfugier dans la forteresse d'Utgard, aujourd'hui à l'abandon. La forteresse est alors prise d'assaut pendant la nuit malgré l'absence de lumière du soleil théoriquement nécessaire pour que les Titans puissent se déplacer. Hansi annonce à Eren, Armin et Mikasa sa découverte : les Murs seraient en réalité le résultat d'une pétrification de Titans colossaux. Elle émet alors l'hypothèse qu'Eren pourrait reboucher les Murs s'il parvenait à maîtriser ce pouvoir. Le révérend Nick refuse toujours de dire ce qu'il sait, mais confesse néanmoins que le Culte des Murs organisait la surveillance de Christa au nom du gouvernement. Hansi ordonne une mission de sauvetage de Christa, qui se trouve dans la forteresse assiégée. |                                    |                |                  |                       |
| 4 (29) | Soldats                            | 兵士           | Heishi           | 22 avril 2017         |
| [Chapitres 38-39-40] - Reiner, Bertolt, Conny, Ymir et Christa sont réfugiés avec d'autres membres du Bataillon dans la forteresse d'Utgard. Ymir découvre que des provisions fraiches ont été abandonnées dans la forteresse ; Reiner est cependant surpris qu'Ymir soit capable de lire les inscriptions en langue étrangère sur ces provisions. Les Titans attaquent à ce moment-là sous la direction du Titan Bestial. Les membres armés du Bataillon périssent tous un par un. Afin de défendre Christa, Ymir se transforme alors en Titan. |                                    |                |                  |                       |
| 5 (30) | Historia                           | ヒストリア     | Hisutoria        | 29 avril 2017         |
| [Chapitres 40-41] L'épisode commence par un flash back. Pendant la formation de la 104e brigade d'entraînement, Ymir et Christa se perdent dans un blizzard. Ymir en profite pour révéler à Christa qu'elle sait que le Culte des Murs en a après elle et qu'elle a été forcée d'intégrer l'armée, sous une fausse identité. Christa perd de vue Ymir ainsi que le corps inanimé d'un camarade ; lorsqu'elle parvient à rejoindre la brigade d'entraînement, Ymir est déjà là et leur compagnon est sauvé. Christa ne parvient pas à expliquer la vitesse d'Ymir : celle-ci dit à Christa qu'elle lui révèlera un jour son secret, mais à condition que Christa reprenne son identité d'origine, cesse de se mentir et de se culpabiliser. Reiner et Bertolt reconnaissent le Titan d'Ymir : c'est celui qui avait dévoré un de leurs amis 5 ans plus tôt. Ymir parvient à défendre ses compagnons, mais elle manque d'être dévorée jusqu'à ce que Hansi arrive avec Eren, Mikasa et Armin. Christa dévoile alors sa véritable identité à Ymir : Historia. |                                    |                |                  |                       |
| 6 (31) | Guerriers                          | 戦士           | Senshi           | 6 mai 2017            |
| [Chapitres 42-43] - Le Bataillon d'Exploration est désormais réunifié et se repose au sommet du mur Rose. Sans aucun préambule, Reiner révèle soudain à Eren qu'il est le Titan cuirassé, que Bertolt est le Titan colossal et qu'ils ont détruit le Mur Maria il y a 5 ans pour attaquer l'humanité. Peu de temps auparavant, des doutes quant à la véritable identité de Reiner et Bertolt avaient étreint Hansi et Armin en raison de leur proximité avec Annie et d'actes étranges durant l'expédition extra-muros. Reiner et Bertolt demandent à Eren de les suivre hors des murs. Celui-ci refuse. Tous trois se transforment alors en Titans et commencent à se battre. |                                    |                |                  |                       |
| 7 (32) | Percussion, projection, préhension | 打・投・極     | Da・Tō・Kyoku    | 13 mai 2017           |
| [Chapitres 16-42-43-44-45] - Le Bataillon tente de capturer Bertolt, mais le Titan colossal projette un souffle brûlant empêchant quiconque de s'approcher de lui. Eren, lui, se bat contre Reiner et parvient à prendre le dessus, jusqu'à ce que le Titan colossal se laisse tomber sur lui depuis le mur. Bertold et Rainer capturent alors Eren, emportent Ymir, blessée, et s'enfuient vers l'extérieur des murs. |                                    |                |                  |                       |
| 8 (33) | Poursuite                          | 追う者         | Ou mono          | 20 mai 2017           |
| [Chapitre 45] - Le Bataillon d'Exploration attend l'arrivée de renforts et de chevaux pour pouvoir se lancer à la poursuite de Bertolt et Reiner. Mikasa et Armin se remémorent alors le bon vieux temps avec Hannes, ancien capitaine de la garnison de Shiganshina qui a assisté à la mort de la mère d'Eren. Erwin arrive avec des renforts et des chevaux. Le bataillon se dirige alors vers la forêt d'arbres géants la plus proche, où Hansi suspecte que Reiner et Bertolt se sont réfugiés pour passer la nuit. Eren se réveille démembré aux côtés d'Ymir, Reiner et Bertolt dans la forêt d'arbres géants. |                                    |                |                  |                       |
| 9 (34) | Paroles                            | 開口           | Kaikō            | 27 mai 2017           |
| [Chapitres 46-47] - Eren et Ymir étant démembrés, ils sont trop faibles pour pouvoir se transformer et s'échapper. Reiner et Bertolt annoncent leur volonté d'emmener Eren et Ymir avec eux. Ymir pointe des troubles de la personnalité chez Reiner, qui alterne entre une attitude guerrière hostile aux habitants des Murs et une attitude de soldat favorable aux habitants ; Bertolt fait le même constat depuis que Reiner a été pétrifié devant la mort de Marco, tué lors de l'attaque de Trost. Ymir émet l'hypothèse que le Titan bestial est le chef de Reiner et de Bertolt. Eren se rend compte qu'Ymir en sait beaucoup plus qu'elle ne veut bien le dire. |                                    |                |                  |                       |
| 10 (35) | Enfants                            | 子供達         | Kodomo tachi     | 3 juin 2017           |
| [Chapitres 15-21-46-47-89] - Des soldats du Bataillon se rendent au village de Conny avec un portrait des parents de celui-ci : Conny avait en effet constaté une forte ressemblance entre sa mère et le Titan effondré sur sa maison. La comparaison valide l'impression. Bertolt évoque le sort de son ami dévoré par Ymir plusieurs années auparavant. Ymir s'excuse, mais affirme ne pas s'en souvenir, cette période correspondant à ses yeux à un cauchemar de 60 ans. Reiner et Bertolt s'enfuient à l'arrivée du Bataillon en emmenant Eren et Ymir, mais celle-ci parvient à les obliger à s'arrêter pour tenter de récupérer Historia. Ymir se souvient de sa jeunesse en dehors des Murs. Jeune orpheline, elle est recueillie et baptisée Ymir. Elle est présentée comme l'héritière légitime d'une famille royale et ses fidèles la vénèrent. Elle est finalement arrêtée et transformée en Titan inconscient pendant 60 années. Peu après avoir dévoré l'ami de Reiner et Bertolt, elle se réveille sous forme humaine. Rejoignant les Murs, elle surprend le Culte des Murs qui surveille Historia ; elle rejoint la 104e brigade d'entraînement afin de la protéger. Finalement, Reiner et Bertolt acceptent qu'Ymir revoie Historia à condition qu'elle la capture et l'emmène avec eux. Ymir se transforme en Titan et enlève Historia. Reiner se transforme à son tour et ceux-ci s'enfuient avec Bertolt qui détient toujours Eren prisonnier. |                                    |                |                  |                       |
| 11 (36) | Assaut                             | 突撃           | Totsugeki        | 10 juin 2017          |
| [Chapitres 2-21-27-37-40-47-48-49] - Le Bataillon poursuit Reiner et Ymir afin de sauver Eren et Historia. Ymir tente de convaincre Historia de la suivre, mais Historia ne comprend pas ses motivations. Le Bataillon attaque Reiner sur deux fronts. Erwin a de plus attiré une série de Titans en espérant que ceux-ci attaquent Reiner ; Erwin se fait cependant sectionner le bras droit par un Titan. Armin parvient à libérer Eren en provoquant Bertolt au sujet d'Annie. Durant le combat, Eren et Mikasa se retrouvent à terre aux milieux des Titans. Face à eux arrive le Titan souriant, celui qui a dévoré la mère d'Eren. |                                    |                |                  |                       |
| 12 (37) | Le cri                             | 叫び           | Sakebi           | 17 juin 2017          |
| [Chapitres 50-51] - Hannes tente de défendre Eren et Mikasa, mais il se fait dévorer par le Titan souriant. Eren ne parvient pas à se transformer, son corps n'étant pas encore entièrement régénéré. Mikasa profite de la situation désespérée pour avouer son affection à Eren ; celui-ci retrouve du courage et frappe le Titan souriant. Cela déclenche une réaction inattendue chez les autres Titans qui vont dévorer le Titan souriant, permettant à Eren et à Mikasa de fuir. Ymir abandonne Historia et fuit avec Reiner et Bertolt. Une semaine plus tard, Hansi annonce à Erwin sa théorie : les Titans seraient tous des humains transformés, d'où la ressemblance entre la mère de Conny et le Titan écrasé sur sa maison. |                                    |                |                  |                       |

### Saison 3 (2018-2019)
La saison 3 est composée de 22 épisodes.

#### Première partie (2018)
| No | Titre français               | Titre japonais | Titre japonais         | Date de 1re diffusion |
| No | Titre français               | Kanji          | Rōmaji                 | Date de 1re diffusion |
| --- | ---------------------------- | -------------- | ---------------------- | --------------------- |
| 1 (38) | Colonne de fumée             | 狼煙           | Noroshi                | 23 juillet 2018       |
| [Chapitres 51-52-53-54-57-90] - Livaï a reconstitué son escouade, qui est désormais composée d'Eren, Mikasa, Armin, Jean, Historia, Conny et Sasha. Ceux-ci se sont retirés dans une maison à la campagne afin de permettre à Hansi et à Eren de faire des expériences sur la transformation en Titan. Un jour, Hansi revient en les informant que le Révérend Nick a été assassiné. Après avoir interrogé comme elle le pouvait les deux soldats de la 1ère Division des Brigades Centrales chargés de garder la scène de crime, elle en déduit que ces mêmes soldats sont vraisemblablement les meurtriers. le Major Erwin, resté à Trost après avoir perdu son bras droit, fait parvenir au Bataillon l'information selon laquelle le Gouvernement dissoudrait le Bataillon et réclamerait la livraison d'Eren et d'Historia. Livaï ordonne alors à son escouade de quitter précipitamment les lieux sans laisser de trace de leur passage. Parvenus à rejoindre les hauteurs, ils constatent que les Brigades spéciales venaient les arrêter. Livaï demande alors à Hansi de lui laisser deux de ses hommes pendant qu'elle part rejoindre Erwin. de retour à Trost, Armin et Jean, se faisant passer pour Historia et Eren, se font enlever ; leurs ravisseurs sont alors arrêtés par l'Escouade Livaï. À ce moment, la 1ère Division des Brigades Spéciales, dirigée par un certain "Kenny l'Égorgeur", attaque le Bataillon... |                              |                |                        |                       |
| 2 (39) | Douleur                      | 痛み           | Itami                  | 30 juillet 2018       |
| [Chapitres 54-55-56-57-58-59] - Attaqués de toute part, Livaï s'interroge sur la présence de Kenny l'Égorgeur au sein des Brigades Spéciales. Stoppé et encerclé, Livaï engage une conversation avec Kenny qui indique à Livaï qu'il ne pourra pas s'enfuir. Tirant profit d'un fusil caché sous le pilier d'un bar, Livaï parvient à se défaire de Kenny et abat plusieurs membres des Brigades spéciales. Dans le même temps, la 1ère Division parvient à enlever Eren et Historia. L'Escouade Livaï interroge les ravisseurs d'Armin et d'Historia : parmi eux se trouve Dimo Reeves, riche entrepreneur du District de Trost. Sur proposition de Livaï , celui-ci accepte d'aider le Bataillon à arrêter les responsables de la mort du Révérend Nick. Hansi, apprenant la nouvelle de l'enlèvement d'Eren, panique : elle révèle aux autres membres du Bataillon la conversation entre Ymir et Bertolt qu'avait surpris Eren. Hansi craint ainsi qu'Eren ne se fasse dévorer afin que son pouvoir soit transmis à quelqu'un d'autre. Elle décide d'avoir recours à la torture pour obtenir des informations auprès des assassins du Révérend. Ces derniers finissent par avouer la vérité : les Reiss, une noble lignée à laquelle appartient Historia, sont les héritiers légitimes du trône... Plus tard dans la nuit, Dimo Reeves est finalement assassiné par Kenny sous les yeux de son fils Flegel. Son adjointe s'interrogeant sur les suites à donner concernant Livaï, Kenny la rassure en lui révélant qu'il lui a appris tout ce qu'il sait... |                              |                |                        |                       |
| 3 (40) | Souvenirs                    | 昔話           | Mukashibanashi         | 6 août 2018           |
| [Chapitres 52-54-55-56-57-58] - Juste après avoir été sauvée de Reiner et Bertolt, Historia confie son histoire à l'Escouade Livaï. Elle leur apprend qu'elle a grandi dans le domaine de la Maison Reiss sans geste d'amour de la part de sa mère, qui aurait souhaité qu'elle ne vienne jamais au jour. Quelques jours après la chute du Mur Maria, Historia rencontre Rhodes Reiss, le père qu'elle n'avait jamais rencontré. Sous pression, Reiss laisse Kenny tuer la mère d'Historia, puis décide d'envoyer cette dernière à l'armée sous le faux nom de Christa Lentz. Eren et Historia se réveillent chez Rhodes Reiss. Reiss annonce à Historia que celle-ci fait partie de la Maison royale légitime. De son côté, Erwin rencontre le Commandant Dot Pixis et lui annonce ses motivations. Son Père, professeur, avait découvert que l'histoire officielle comportait de nombreuses zones d'ombres. Il était persuadé que la mémoire des citoyens des Murs avaient été réécrite. Celui-ci est alors mort dans un accident ; Erwin est persuadé que le Gouvernement l'a tué pour l'empêcher de révéler une vérité qui se révèlerait gênante. Erwin annonce ensuite son plan : provoquer un coup d'État afin de déposer les usurpateurs et mettre Historia sur le trône afin d'assurer un pouvoir politique favorable au Bataillon. Après avoir entendu ses arguments, Dot Pixis accepte de le suivre. Erwin est à ce moment-là accusé d'avoir tué Dimo Reeves et la communication officielle prétend que le Bataillon d'exploration s'attaque désormais aux civils... |                              |                |                        |                       |
| 4 (41) | Confiance                    | 信頼           | Shinrai                | 13 août 2018          |
| [Chapitres 57-59-60-61] - Deux membres de la 1ère Division, Marlo et sa camarade Hitch, patrouillent dans les bois à la recherche du Bataillon d'exploration, désormais hors-la-loi. Ceux-ci tombent sur l'Escouade Livaï, qui les capturent. Après de nombreuses explications, Jean est finalement chargé par Livaï d'escorter les deux prisonniers en forêt et de les y abandonner. Après avoir compris qu'ils n'étaient pas dans le bon camp et prouvé leur loyauté, les deux prisonniers rejoignent la cause du Bataillon d'exploration. Peu après, l'Escouade Livaï attaque un camp de la 1ère Division qu'elle passe à tabac afin d'obtenir, sans succès, des informations sur la localisation d'Eren et Historia. Livaï apprend néanmoins que le vrai nom de Kenny l'Égorgeur est Kenny Ackerman. De son côté, Flegel Reeves est désormais en fuite à la suite de l'assassinat de son père par l'Escouade de Kenny. Hansi le retrouve et le convainc de rejoindre la cause du Bataillon d'exploration. Flegel sert alors d'appât aux soldats de la 1ère Division, qui avouent avoir tué Dimo Reeves sans se rendre compte qu'ils étaient entendus par tous les habitants du quartier. Face à ces aveux et aux révélations sur le mépris dont ils font l'objet de la part du Pouvoir en place, les habitants rejoignent le camp du Bataillon. De son côté, le Major Erwin est conduit devant le Roi pour être traduit en justice... |                              |                |                        |                       |
| 5 (42) | Réponse                      | 回答           | Kaitō                  | 20 août 2018          |
| [Chapitres 53-61-62] - Après un simulacre de procès, le Major Erwin est condamné à mort pour avoir contrevenu à l'article 6 du Règlement, et notamment pour avoir plusieurs fois refusé de livrer Eren aux autorités. À ce moment, une émissaire pénètre dans la salle et révèle la nouvelle de la destruction du Mur Rose. Les quatre Nobles paniquent et ordonnent le repli sur soi des habitants du Mur Sina au détriment des futurs réfugiés du Mur Rose. Face à de telles directives, le Général Zackley intervient et ordonne à ses soldats de mettre en joue le pouvoir en place. Dot Pixis annonce alors que la nouvelle de la chute du Mur était fausse et qu'elle visait à tester les Nobles pour voir si les intérêts de l'Humanité étaient bien les leurs. Leur réaction prouvant à ses yeux le contraire, l'armée se mutine et Pixis laisse l'armée prendre le contrôle de l'État en attendant l'intronisation de l'héritière légitime en la personne d'Historia. De son côté, l'Escouade Livaï apprend que le Bataillon est désormais restauré et que toutes les charges contre elle sont levées. Hansi rejoint l'Escouade et indique qu'elle a eu confirmation qu'il fallait qu'un titan de base dévore un titan possédant un pouvoir particulier pour que ce dernier puisse l'acquérir à son tour. Elle expose aux membres de l'Escouade ce qu'elle a pu déduire des évènements qui auraient touchés, sept ans plus tôt, le Domaine des Reiss, une famille noble de province. Elle explique qu'elle soupconne une actions de titans dans la destruction de la Chapelle des Reiss et indique leur domaine comme direction, où elle suspecte que se trouvent Eren et Historia. Eren se réveille, enchaîné et bailloné dans une étrange caverne de crystale illuminé. En face de lui arrive Historia, libre. De son côté, Armin s'interroge sur la date à laquelle Eren aurait été transformé en titan, et surtout, de quelle personne il aurait hérité du pouvoir du Titan assaillant... |                              |                |                        |                       |
| 6 (43) | Crime                        | 罪             | Tsumi                  | 27 août 2018          |
| [Chapitres 54-62-63-64-65] - Historia explique à Eren, toujours enchaîné, que c'est son véritable Père qui est à l'origine de leur enlèvement commun. Rhodes Reiss demande à sa fille de toucher Eren, qui se remémore des souvenirs appartenant à son père : il se souvient d'un combat contre les Reiss ainsi que de sa transformation en Titan non intelligent après avoir dévoré son propre père. Historia, quant à elle, se souvient de Frieda, sa grande sœur qui l'a élevée et lui a appris à lire et à écrire. Elle découvre également que Frieda effaçait systématiquement sa mémoire quand elle devait repartir. Rhodes Reiss indique à sa Fille qu'il avait cinq enfants par le passé et que Frieda était l'héritière légitime du trône. Il raconte ensuite l'apparition dans la caverne de Grisha Jäger, le père d'Eren. Ce dernier se transforma en Titan assaillant et terrassa Frieda, alors transformée en Titan féminin. Il la dévora, récupérant ainsi le pouvoir du Titan originel, écrasa deux des enfants Reiss d'un coup de poing puis écrasa du pied la femme de Reiss, seul Rhodes parvenant à s'enfuir. Livaï interroge Mikasa sur sa famille. Celle-ci explique que son père, un Ackerman, était persécuté sans qu'elle ne sache pourquoi, et qu'il était parti vivre dans les montagnes avec sa mère, une Asiatique victime de racisme. Livaï l'interroge ensuite sur le sentiment d'une puissannce prodigieuse sortie de nulle part qu'elle aurait un jour ressenti. Mikasa ne peut que confirmer, et Livaï lui apprend que lui aussi ressent parfois ce sentiment, tout comme Kenny Ackerman. De son côté, Kenny se souvient d'une discussion qu'il a eue avec son grand-père mourant plusieurs années auparavant. Celui-ci lui avait expliqué que la Famille royale redoutait les Ackerman ainsi que les Asiatiques, car ceux-ci ne pouvaient être soumis au pouvoir royal d'altération de la mémoire collective. Il lui confie également que la Famille royale se transmet un Titan particulier à chaque génération. L'Escouade Livaï arrive à la caverne où se trouve Eren et Historia. La 1ère Division est prête au combat... |                              |                |                        |                       |
| 7 (44) | Souhait                      | 願い           | Negai                  | 3 septembre 2018      |
| [Chapitres 64-65-66] - L'Escouade Livaï affronte la 1ère Division à l'entrée de la grotte située sous la chapelle. Livaï compte 35 adversaires et comprend que la partie est loin d'être gagnée. Les combats font rage mais l'Escouade prend rapidement le dessus en exploitant les points faibles découverts par Armin. Livaï parvient à blesser Kenny tandis que Hansi est sévèrement touchée à l'épaule et s'écrase contre une colonne de la grotte. Pendant ce temps, Rhodes Rheiss explique à Historia que seul le membre de la Famille royale détenant le pouvoir du Titan originel possède le pouvoir de réécrire la mémoire collective de l'Humanité. Ce Titan détient également les souvenirs de la période précédant la construction des Murs. Cependant, aucun des souverains précédents n'avait décidé d'utiliser son pouvoir pour anéantir les Titans, bien que tous avaient promis de le faire avant leur transformation. Reiss explique à Historia que c'était un choix délibéré, l'Humanité devant selon eux rester à l'intérieur de ses murs à l'abri des Titans. Le plan de Rhodes Reiss est de récupérer le pouvoir du Titan originel et de le donner à Historia en la faisant dévorer Eren. Ce dernier, convaincu qu'il s'agit d'une solution, décide de se laisser faire, mais Historia refuse de sacrifier son ami. Rhodes Reiss, furieux, veut forcer la transformation d'Historia, mais celle-ci se rebelle et projette son Père au loin. Elle grimpe l'escalier et commence à libérer Eren de ses chaînes, mais Rhodes Reiss se rapproche du contenu de la seringue, lèche le sol et se transforme à ce moment-là en un Titan difforme et gigantesque... |                              |                |                        |                       |
| 8 (45) | Le rempart d'Orvud           | オルブド区外壁 | Orubudo-ku gaiheki     | 10 septembre 2018     |
| [Chapitres 66-67] - Le Titan de Rhodes Reiss est si grand qu'il détruit la caverne. L'Escouade Livaï rejoint Eren et le libère de ses chaînes. Eren repère un produit des Reiss permettant de libérer le pouvoir de rigidification : celui-ci l'avale, se transforme et crée un abri de protection pour ses compagnons. Livaï en conclut qu'il sera désormais possible de reboucher le Mur Maria. Le Titan de Rhodes Reiss se dirige désormais vers le District d'Orvud. Le Bataillon prépare la résistance et annonce à Historia son plan de la faire monter sur le trône, ce qu'elle accepte... |                              |                |                        |                       |
| 9 (46) | La reine de ces murs         | 壁の王         | Kabe no Ō              | 17 septembre 2018     |
| [Chapitres 67-68-69] - Le Bataillon bombarde le Titan de Rhodes Reiss, mais celui-ci est trop résistant. Finalement, celui-ci est détruit par Eren qui le fait exploser en lançant des explosifs dans sa bouche ; il est achevé par Historia qui participe aux combats malgré les réticences d'Erwin. Celle-ci annonce à la foule qu'elle est l'héritière légitime du trône. Kenny s'extirpe des décombres de la caverne des Reiss. Il est mourant. Livaï le retrouve. Cependant, Kenny a sur lui une seringue rempli de liquide titanesque... |                              |                |                        |                       |
| 10 (47) | L’amitié                     | 友人           | Yūjin                  | 24 septembre 2018     |
| [Chapitres 69-70] - Plusieurs années plus tôt. Kenny tente d'assassiner Uli Reiss, alors Roi légitime et détenteur du Titan originel. Témoin du pouvoir de Titan d'Uli et sa mémoire ne pouvant être effacé car appartenant à la Famille Ackerman, Kenny est cependant épargné par Uli. Kenny devient à la fois l'homme de main d'Uli ainsi qu'un de ses grands amis. Kenny est admiratif de la capacité d'Uli à inspirer la bienveillance ainsi que de sa paix intérieure. À la fin de sa vie, Uli apprend à Kenny qu'il transmettra son pouvoir de Titan originel à sa nièce Frieda. Kenny se met alors en tête de s'approprier le pouvoir de la Famille Reiss afin de voir le monde de la même manière qu'eux. C'est en ayant cela en tête qu'il prend la direction de la 1ère Division spéciale. En parallèle, Kenny découvre la mort de sa soeur et adopte l'enfant de cette dernière, qui se révèle être Livaï. Kenny lui apprend toutes les techniques pour survivre dans les bas-fonds, mais finit par l'abandonner quelques années plus tard, n'ayant pas la fibre paternelle. Seul survivant de la Brigade spéciale, Kenny est découvert par Livaï. Sérieusement blessé et sur le point de mourir, il lui apprend qu'il avait réussi à subtiliser aux Reiss une seringue permettant la transformation en Titan. Envisageant un temps de se transformer, Kenny refuse finalement de s'injecter le liquide et confie la seringue à Livaï. Avant de mourir, il révèle à ce dernier qu'il est son neveu. Historia, forte de la légitimité acquise en défendant Orvud, monte sur le trône. À Shiganshina, le Titan bestial vient de gagner un combat contre Reiner, sous les yeux de Bertolt... |                              |                |                        |                       |
| 11 (48) | Un simple spectateur         | 傍観者         | Bōkansha               | 8 octobre 2018        |
| [Chapitres 70-71] - Historia mène une série de réformes en faveur des orphelins et des défavorisés et devient une reine très populaire, affectueusement surnommée "La Reine Bergère". De son côté, l'Armée purge ses éléments favorables à l'Ancien régime. La roche luminescente de la caverne Reiss permet des avancées technologiques. Sous la direction d'Hansi, le pouvoir de rigidification d'Eren permet également de développer de nouvelles armes pour se débarrasser d'un maximum des Titans du Mur Maria. Le Bataillon d'exploration se prépare également pour la reconquête de Shiganshina. Les Membres de l'Escouade Livaï retournent au camp d'entraînement afin de rendre visite au Major Keith Shardiz, l'entraîneur de la 104e brigade qui est apparu dans les souvenirs de Grisha Jäger. Shardiz leur raconte qu'il se souvient avoir rencontré Grisha à l'époque où il dirigeait le Bataillon : Grisha errait, amnésique, en dehors des Murs. Se rappelant qu'il possédait des connaissances médicales, Grisha lui proposa alors de servir dans des hôpitaux. Il devient un médecin très apprécié et finit par épouser Carla, une jeune serveuse qui deviendra la mère d'Eren. Grisha apprécie énormément le Bataillon d'exploration alors que celui-ci est d'ordinaire ridiculisé et dénigré par la population pour les pertes humaines qu'il subit. Keith redouble alors d'effort pour impressionner son ami, mais se retrouve ainsi responsable de la perte de nombreuses vies. Finissant par comprendre qu'il n'a rien d'exceptionnel, Shardiz laisse son commandement au Major Erwin. Le jour de la destruction du Mur Maria, Keith aide également Grisha à retrouver Eren. Il retrouve Eren inconscient juste après sa première transformation en Titan et le ramène auprès de Mikasa et d'Armin. Plus tard, il sabote l'équipement tridimensionnel d'Eren pendant sa formation dans l'espoir de le voir échouer et ainsi de l'empêcher de perdre la vie durant son service. Doté de formidables capacités, Eren réussira malgré tout l'entraînement et intégrera le Bataillon d'exploration...                                        |                              |                |                        |                       |
| 12 (49) | A la veille de la reconquête | 奪還作戦の夜   | Dakkan sakusen no yoru | 15 octobre 2018       |
| [Chapitres 70-72-84] - Le Bataillon finalise les préparatifs pour la reconquête du District de Shiganshina. Lors d'une réunion entre les principaux officiers de l'Armée, la seringue permettant de transformer en Titan est confiée à Livaï dans le cas où il serait possible de capturer le pouvoir d'un autre Titan. Erwin a une longue conversation avec Livaï, qui souhaite le convaincre de ne pas participer aux prochaines opérations, estimant qu'il faut à tout pris protéger l'intelligence d'Erwin. Malgré la perte de son bras droit, Erwin décide de participer à la reconquête. Le Bataillon d'exploration organise une dernière fête qui se termine une nouvelle fois par une bagarre entre Eren et Jean. Le lendemain, fort de nouvelles recrues, le Bataillon d'exploration part reconquérir Shiganshina sous les acclamations de la population... |                              |                |                        |                       |

#### Deuxième partie (2019)
| No | Titre français             | Titre japonais | Titre japonais     | Date de 1re diffusion |
| No | Titre français             | Kanji          | Rōmaji             | Date de 1re diffusion |
| --- | -------------------------- | -------------- | ------------------ | --------------------- |
| 13 (50) | La cité où tout a commencé | はじまりの街   | Hajimari no machi  | 29 avril 2019         |
| [Chapitres 73-74] - Le Bataillon arrive à Shiganshina après une nuit de marche. Eren rebouche immédiatement le mur extérieur. L'absence de Titan ainsi que de Reiner et Bertolt inquiète le Bataillon. Après avoir trouvé 3 tasses de thé, Armin lance l'idée d'inspecter les Murs pour retrouver un de leurs ennemis. Ils découvrent à ce moment-là Reiner qui s'y cachait. Livaï manque de le tuer, mais celui-ci se transforme. Le Titan bestial apparaît à ce moment-là ainsi qu'une armée de Titan. Il lance un rocher qui obstrue la porte intérieure, de sorte que les chevaux soient bloqués. |                            |                |                    |                       |
| 14 (51) | La lance foudroyante       | 雷槍           | Raisō              | 6 mai 2019            |
| [Chapitres 75-76] - La bataille est à l'avantage du Titan bestial qui assiège le Bataillon, en leur bloquant toute possibilité de s'échapper. Le bataillon se sépare donc en deux fronts. Sur le front sud, l'Escouade Livaï (à l'exception de Livaï) et l'Escouade Hansi sont chargés de vaincre le Titan cuirassé. Sur le front nord, Erwin, Livaï et les quelque 200 soldats du bataillon vont affronter le Titan bestial. Erwin repère d'ailleurs un autre titan quadripède, un de leurs alliés autres qui est intelligent. Il suppose que c'est ce Titan qui a prévenu Reiner et le Bestial de leur arrivée. Eren se transforme afin d'empêcher Reiner de s'en prendre aux chevaux. Le combat est clairement dominé par Eren qui, avec le durcissement qu'il ne possédait pas lors de leur dernier duel, brise sans difficulté la cuirasse de Reiner. Ce dernier est d'ailleurs attaqué par les Escouades Livaï et Hansi qui, à l'aide de leurs nouvelles armes - les Lances Foudroyantes, développées à la suite de la récupération de la technologie de la 1ère Division, explosent la nuque du Cuirassé, infligeant d'importants dégâts à Reiner. Commentaires - Un nouveau Titan intelligent fait son apparition lors de cet épisode. Il sera révélé plus tard qu'il s'agit du Titan charrette (車力の巨人, Shariki no Kyojin). |                            |                |                    |                       |
| 15 (52) | Irruption                  | 光臨           | Kōrin              | 13 mai 2019           |
| [Chapitres 77-78-79] - Flashback : Pendant l'attaque de Trost où Eren dans sa version Titan essaie de reboucher le trou du mur en portant une gigantesque pierre, Marco surprend Bertolt et Reiner en train de parler de leurs pouvoirs de Titan. Bien que rassuré par ces derniers qui lui affirment qu'ils plaisantaient, Marco conserve des doutes. Après l'avoir poursuivi, Reiner ordonne à Annie d'enlever l'équipement tridimensionnel de Marco afin de prouver sa loyauté. Les trois Guerriers sont témoins de la mort de Marco, qui leur hurle qu'ils auraient pu discuter mais finit dévorer par un Titan. C'est à compter de cet instant que la double personnalité de Reiner commence à émerger, rongé par la culpabilité d'un côté et déterminé à punir les habitants des murs de l'autre. Juste avant l'arrivée du Bataillon d'exploration à Shiganshina, Reiner et Bertolt font un feu de camp au sommet du mur et discutent avec l'hôte du Titan bestial, un certain Sieg. Celui-ci ne croit pas que le Bataillon maltraite Annie comme Armin l'avait dit à Bertolt, et les motive à continuer leur mission. Le Titan quadripède vient alors les avertir que le Bataillon est proche. Reiner et Bertolt se séparent et se souhaitent bonne chance. Après l'attaque à la lance foudroyante, Reiner a le crâne détruit. Celui-ci a cependant miraculeusement survécu grâce au système nerveux de son Titan. Alors qu'il semblait vaincu, il pousse un cri. Ayant reçu le signal attendu, le Titan bestial lance alors un tonneau par-dessus le mur. C'est dans ce tonneau que se trouve Bertolt. Armin tente de négocier avec lui, mais Bertolt affirme qu'il ne reculera pas et tuera tous les habitants des murs. Il retrouve alors sa forme de Titan colossal et pulvérise une large zone, dans laquelle l'Escouade Hansi opérait. Leur sort est incertain. Le Titan colossal se met alors à incendier la ville avec les débris des habitations. Erwin regarde le Titan bestial, en lui demandant s'il est satisfait que la bataille se déroule à son avantage. Ce dernier le nargue... Commentaires - Le nom de l'hôte du Titan bestial est révélé durant cet épisode : Sieg. |                            |                |                    |                       |
| 16 (53) | Match parfait              | 完全試合       | Pāfekuto Gēmu      | 20 mai 2019           |
| [Chapitres 79-80-81] - Avec la disparition d'Hansi et de son escouade, l'Escouade Livaï est livrée à elle-même pour affronter le Titan colossal. Bien qu'Armin soit désigné comme chef par son savoir et ses tactiques, celui-ci délègue son rôle à Jean, car incapable de prendre le commandement. Ce dernier accepte mais précise à Armin que c'est à lui qu'incombe la tâche de trouver une solution, étant donné qu'il en est incapable. Au front nord, Livaï envisage de changer de front quand plusieurs pierres sont lancées par le Titan bestial. Après plusieurs vagues de tirs, les dégâts sont critiques. La plupart des bâtiments sont détruits et les trois équipes de vétérans du Bataillon sont exterminées, ne laissant que Erwin, Livaï et les dernières recrues sur le front nord. Après une longue hésitation car il sait qu'il va mourir avant d'avoir pu découvrir ce que cache la cave de Grisha Jäger, Erwin décide de s'engager avec toutes les recrues dans un assaut-suicide. Cette attaque sert en vérité de diversion à Livaï afin qu'il s'approche discrètement du Titan bestial en se servant de la rangée de Titans à côté de lui. Le Bataillon s'élance aux côtés d'un Erwin qui galvanise ses troupes. Le Titan bestial qui avait envisagé cette possibilité, lance une nouvelle vague de pierres. Erwin est grièvement blessé. Au front sud, Eren sous sa forme de Titan tente de renverser Bertolt, mais ce dernier le projette le sommet du Mur, le mettant K.O. L'Escouade Livaï ne parvient pas à atteindre la nuque de Bertolt pour l'achever en raison de son souffle brûlant et Mikasa est touchée par l'explosion d'une lance foudroyante. La situation est déjà désespérée quand surgit soudain Reiner, ayant visiblement récupéré... |                            |                |                    |                       |
| 17 (54) | Héroïque                   | 勇者           | Yūsha              | 27 mai 2019           |
| [Chapitres 81-82-83] - Le Major Erwin est l'un des premiers à tomber. Mais le Bataillon ne cesse pas son assaut pour autant. De son côté, l'hôte du Titan bestial est frustré que les habitants des Murs aient eu la mémoire effacée par le Roi Reiss car ils font, selon lui, les mêmes erreurs qu'avant. Lors de la deuxième vague, il tue notamment Marlo, qui pense à ses derniers instants à Hitch. Ce n'est qu'après la troisième vague que les recrues du Bataillon sont anéanties. Au même moment, le Titan Bestial se rend compte que toute sa rangée de Titans a été vaincue. Un grappin s'accroche soudain à lui et Livaï sort de la fumée. Ce dernier massacre à son tour le Titan, qui n'a pas le temps de se rigidifier et est finalement vaincu. L'hôte du Bestial est extrait de son Titan et alors qu'il semblait à la merci de Livaï, il est sauvé par le Titan quadripède. Sieg hurle alors aux derniers Titans d'attaquer Livaï. Pendant ce temps, seul un soldat semble avoir survécu à l'assaut-suicide. Il part à la recherche d'autres survivants. Sur le front sud, Reiner et Bertolt se dirigent vers le mur afin de capturer Eren. À cause de la projection de sa vague de chaleur, le Colossal devient plus fin, et donc plus fragile. Armin décide alors d'affronter Bertolt avec Eren, laissant la charge d'affronter le Titan cuirassé au reste de l'Escouade Livaï. Encaissant une vague interminable de chaleur du Titan colossal pour faire diversion, Armin finit calciné et mourant. Bertolt s'aperçoit, trop tard, que cette manœuvre désespérée visait à permettre à Eren de boucher la porte intérieure et de l'attaquer à l'aide de son équipement tridimensionnel. En parallèle, n'ayant plus que trois lances foudroyantes pour vaincre le Cuirassé, Conny et Sasha décident d'en lancer une sur chaque côté de sa mâchoire pendant que Jean fait diversion afin que Mikasa assène la dernière dans sa bouche. Cependant, Reiner blesse grièvement Sasha, n'ouvrant que partiellement sa mâchoire. C'est alors que Hansi, encore en vie, assène une lance foudroyante de l'autre côté de la mâchoire du Titan. Mikasa a alors le champ libre pour asséner une dernière lance dans la bouche du Titan cuirassé. La violence de l'explosion expulse Reiner de son Titan... |                            |                |                    |                       |
| 18 (55) | Soleil de minuit           | 白夜           | Byakuya            | 3 juin 2019           |
| [Chapitres 83-84] - Aux côtés d'un Armin mourant et d'un Bertolt vaincu, Eren détient Bertolt sous sa coupe. Il est alors rejoint par l'hôte du Titan bestial installé sur le Titan quadripède. Eren aperçoit une ressemblance frappante entre lui et son père dont son interlocuteur dit qu'ils en sont tous les deux les victimes. Mais voyant Livaï à leur poursuite, les deux Titans s'enfuient, abandonnant Bertolt à son sort. Reiner, dont les membres ont été sectionnés pour qu'il ne s'enfuie pas, confie à Hansi une lettre d'Ymir à destination d'Historia. Hansi est sur le point de tuer Reiner, mais Jean lui rappelle qu'il est possible de transférer son pouvoir à un membre du Bataillon. Le Titan quadripède surgit soudain et vient sauver Reiner. Le Major Erwin est ramené par la recrue survivante auprès du Caporal-Chef Livaï. Ce dernier, qui a toujours la seringue en sa possession, décide de transformer Erwin en Titan afin de sauver Erwin et de récupérer le pouvoir de Titan de Bertolt. Eren et Mikasa protestent violemment et réclament qu'on sauve Armin à sa place. Après un long débat, Livaï finit par se dire que la meilleure manière de sauver Erwin est de le libérer de la souffrance de ce monde ; il transforme alors Armin en Titan, qui se jette sur Bertolt pour le dévorer... Commentaires - Le Titan colossal n'est plus un antagoniste majeur après cet épisode. - Erwin Smith et Bertolt Hoover meurent lors de cet épisode. - Armin devient le nouveau Titan colossal. |                            |                |                    |                       |
| 19 (56) | Le sous-sol                | 地下室         | Chikashitsu        | 10 juin 2019          |
| [Chapitres 85-86] - Armin se réveille et apprend qu'il est désormais le détenteur du Titan colossal. Le bilan de la bataille est lourd. Il n'y a que 9 survivants : Eren, Mikasa, Armin, Jean, Conny, Sasha, Livaï, Hansi et la seule recrue survivante, Frock Forster. Sasha est gravement blessée et Hansi, qui est désormais le nouveau Major du bataillon, est devenue borgne. Eren et Mikasa, accompagnés de Livaï et Hansi, décident de se rendre dans leur ancienne maison de Shiganshima pour découvrir ce qui se cache dans la cave de Grisha Jäger. Le chemin est douloureux pour les deux héros, qui se remémorent de nombreux souvenirs. Ils finissent par trouver la cave. Eren est surpris car la clé que lui avait donné son Père ne correspond pas au cadenas clôturant la porte. Livaï défonce cette dernière et le groupe inspecte ce qui semble être le cabinet médical de Grisha Jäger. Malgré ses recherches, le groupe ne parvient pas à trouver la serrure correspondant à la clé quand Mikasa découvre une fente dans le bureau : cette fente correspond à la fameuse clé. Le groupe découvre alors trois livres précieusement conservés et restés intacts malgré l'humidité de la cave. Le premier s'ouvre sur une photo de Grisha, plus jeune, en compagnie d'une femme et d'un enfant. Les quatre membres du Bataillon sont stupéfaits par la qualité de ce qu'ils pensent alors être un dessin. Sur le dos de la photo, le Père d'Eren a cependant écrit la définition de la photographie, technologie alors étrangère pour la population des Murs. Grisha révèle aussi dans ses écrits qu'il venait de l'extérieur des murs, où la civilisation humaine, loin d'avoir été exterminée par les Titans, continue de prospérer. Dans le District de Trost, Naile révèle au Commandant Pixis et au Général Zackley le contenu des discussions qu'il avait avec Erwin quand chacun d'eux n'était que de simples soldats. Déjà à l'époque, Erwin était persuadé qu'il était impossible d'affirmer que l'Humanité en dehors des murs ait été exterminée et que le fait que ce soit un parti pris laissait planer le doute sur la vérité. Bien qu'à l'époque Naile se soit moqué du futur major, il a eu le temps de réviser son jugement et entend différemment cette hypothèse aujourd'hui. La réunion est interrompue par le retour du Bataillon, qui annonce que la reconquête du Mur Maria est achevée. Plusieurs années auparavant. Dans un monde en pleine révolution industrielle, un Grisha Jäger enfant accompagné de sa sœur Faye sortent de chez eux. Leur mère leur rappelle de ne pas sortir sans un brassard sur lequel se trouve une étoile, rappelant la Seconde Guerre Mondiale. Les deux enfants souhaitent alors regarder l'arrivée d'un dirigeable. Voyant que l'appareil volant va être hors de portée, les jeunes enfants décident de quitter l'enceinte de ce qui était leur camp pour voir l'atterrissage du véhicule sans l'autorisation des gardes... |                            |                |                    |                       |
| 20 (57) | Ce jour de mon enfance     | あの日         | Ano hi             | 17 juin 2019          |
| [Chapitres 86-87] - Grisha et Faye Jäger, sortis de leur camp, sont victimes d'insultes par les passants. Ils parviennent jusqu'à l'aérodrome où se pose le dirigeable. Deux agents, posés dans l'herbe, se mettent à les interroger sur leur présence en dehors du camp de Revelio. Voyant qu'ils n'ont pas d'autorisation de sortie, l'un des gardes se met à battre Grisha tandis que l'autre raccompagne Faye au camp. Une fois qu'il l'a battu, l'agent révèle à Grisha qu'il a eu de la chance de sortir avec son brassard car sinon lui et sa sœur auraient été déportés. Il autorise même le garçon à rester voir le dirigeable. Quand il rentre chez lui, il comprend que sa sœur a disparu. Elle ne sera retrouvée que le lendemain, complètement mutilée par des attaques de chiens. Convoqué par les deux agents du gouvernement Mahr, les parents de Grisha encaissent tant bien que mal la mort de leur fille, tandis que Grisha reste accablé par la mort de sa sœur dont il est sûr que ce fut un assassinat. Le Père de Grisha raconte alors à son fils la terrible histoire de leur peuple, les Eldiens. Il y a 1820 ans, leur ancêtre Ymir, future Ymir Fritz aurait fait un pacte avec le Diable, permettant à son peuple de se changer en Titan. Ymir fonda ainsi l'Empire eldien, qui pu asservir tout le continent et notamment les Mahrs. Après 1700 ans de domination ethnique, les Eldiens sont renversés par les Mahrs avec l'aide de 7 des 9 Titans primordiaux. L'héritier du trône eldien se réfugie sur l'Île du Paradis derrière des Murs en abandonnant une partie des Eldiens sur le continent ; ces derniers sont désormais victimes de ségrégation par les Mahrs. Grisha, convaincu que les Eldiens actuels n'ont pas à se reprocher les crimes de leurs ancêtres, rejoint la Résistance eldienne. Il y apprend que les Mahrs ont tué Faye et découvre une version alternative de l'histoire officielle où les Eldiens sont en réalité des bienfaiteurs ayant créé un Empire prospère bénéficiant à tous. La Résistance eldienne est aidée par un informateur au sein du gouvernement Mahr, surnommé la Chouette. Lors d'une réunion clandestine, Grisha rencontre Dinah Fritz, la dernière survivante de la branche royale eldienne du continent. Celle-ci affirme pouvoir reprendre le pouvoir au Roi des Murs sans subir le Pacte de non-agression que les Reiss se sont imposés pour empêcher toute attaque contre le continent. S'imposant en tant que chef, Grisha planifie de donner le Titan originel à Dinah, la véritable héritière de sang-royal qui est restée aux côtés de son peuple. Grisha l'épouse et Dinah lui donne un enfant : son nom est Sieg. Le Gouvernement Mahr souhaitant mettre la main sur les ressources minières de l'Île du Paradis, il lance une opération de reconquête avec des jeunes guerriers Eldiens propriétaires de Titans primordiaux. Grisha et Dinah y inscrivent leur fils Sieg dans l'espoir qu'il devienne titulaire d'un titan primordial, mais ses qualités physiques semblent nettement insuffisantes, au grand désespoir de Grisha. Sieg finit par dénoncer ses Parents ainsi que toute la Résistance, qui est alors déportée sur l'île du Paradis. L'ensemble des prisonniers est amené sur une espèce de plateforme dominant l'île. La quasi-totalité d'entre eux est alors transformée en Titans par des soldats, qui leur injectent le contenu d'une seringue dans le cou et les précipitent dans le vide avant leur transformation en Titans. Dinah est également transformée en Titan, celui qui tuera quelques années plus tard la Mère d'Eren. Alors que le Sergent Gross, responsable de la mort de sa sœur, se met à se moquer de l'Eldien, son collègue le pousse soudain de la plateforme, condamnant Gross à être dévoré par les Titans. Cet agent du gouvernement Mahr révèle à Grisha qu'il est la "Chouette" et qu'il possède lui aussi la capacité de se transformer en Titan... Commentaires - Le fils de Grisha et Dinah, Sieg, est le détenteur du Titan bestial et aussi le demi-frère d'Eren. - Les Murs se situent sur une île nommée Paradis, un territoire autonome qui est le dernier vestige de l'ancien Empire d'Eldia. - Les Titans ne sont plus les antagonistes majeurs de l'œuvre à compter de cet épisode. - Les Titans intelligents (ou demi-Titans) se nomment les Titans primordiaux et sont au nombre de 9. Pourtant, à ce stade du récit, on ne connaît que 8 d'entre eux. |                            |                |                    |                       |
| 21 (58) | Le Titan assaillant        | 進撃の巨人     | Shingeki no Kyojin | 24 juin 2019          |
| [Chapitres 88-89] - Transformé en titan assaillant, la Chouette extermine tous les soldats Mahr qui avaient déporté la Résistance. Une fois extirpé de son titan, ce dernier révèle à Grisha qu'il se nomme Eren Kruger, qu'il est lui-aussi un Eldien, et qu'il possède l'un des neuf Titans primordiaux. Il raconte alors son histoire à Grisha, lui expliquant comment il a réussi à s'infiltrer dans la population Mahr avec la complicité d'un médecin et qu'il a intégré les rangs des Services de sécurité mahr pour informer la Résistance eldienne. Kruger explique également à Grisha que les détenteurs de Titans primordiaux n'ont que 13 ans d'espérance de vie quand ils deviennent récipiendaire d'un titan primordial, cette durée de vie très courte résultant de ce qu'il appelle "la Malédiction d'Ymir". La Chouette lui dit que tous les Eldiens sont reliés au Titan originel, comme une infinité de chemins reliant un même axe. Expliquant enfin à Grisha qu'il n'en a plus pour longtemps, il lui demande alors de continuer son combat, de récupérer le Titan qu'il possède et lui donne pour mission de trouver et de dévorer le Titan originel, qui permettra d'inverser le rapport de force entre Mahrs et Eldiens. Avant de léguer son Titan à Grisha, il lui révèle son nom : le Titan assaillant. Il lui demande enfin de protéger Mikasa et Armin, sans qu'il ne sache de qui ces souvenirs proviennent. Au sein du Palais royal, Historia lit le mot d'Ymir : elle lui dit qu'elle ne regrette rien si ce n'est de ne pas avoir pu l'épouser. Elle y voit quelques souvenirs d'Ymir dont le fait qu'elle a légué le pouvoir du Titan Mâchoire. De son côté, le Gouvernement eldien fait le point sur les informations obtenues grâce aux cahiers de Grisha Jäger. Hansi déplore premièrement la mort du Major Erwin et révèle au Général Zackley que les Titans ne sont en fait pas le seul péril que courent les habitants des murs. Le monde entier voue une haine féroce envers leur peuple, seul capable de se transformer en Titans, et cherchera encore à les attaquer, l'offensive sur Shiganshina en 845 n'étant qu'un début. Mais maintenant qu'Eren possède le Titan originel qui peut, en théorie, défendre le peuple des murs, ce dernier n'est pas pour autant en voie d'extinction. Au même instant, Eren réalise que le seul moment où il a pu activer le pouvoir de l'Originel, c'est quand il a touché Dinah, un Titan de sang royal et la première épouse de son Père. N'ayant pas envie de risquer l'avenir d'Historia sur ce simple fait, il décide de garder cela pour lui. Commentaires - Le nom du Titan d'Eren est donné dans cet épisode : il s'agit du Titan assaillant. Dans sa langue originale, ce titan partage son nom avec celui de l'œuvre. - Porco Galliard, l'un des personnages récurrents de la saison finale, fait une brève apparition dans cet épisode. |                            |                |                    |                       |
| 22 (59) | De l'autre côté            | 壁の向こう側   | Kabe no mukōgawa   | 1er juillet 2019      |
| [Chapitre 90] - Le Gouvernement eldien hésite à publier le contenu des cahiers de Grisha. Historia prône cependant de révéler la vérité au peuple, expliquant qu'une nouvelle ère s'est ouverte avec le renversement du faux roi et qu'il convient de faire confiance aux habitants. Le Bataillon se prépare ensuite à participer à une cérémonie en son honneur à la suite de la reconquête de Shiganshina. Juste avant cette cérémonie, Frock, l'un des seuls survivants de la bataille de Shiganshina, critique le choix de Livaï quant au fait d'avoir sauvé Armin au lieu du Major Erwin, provoquant une altercation avec Eren et Jean. La cérémonie s'ouvre, et une médaille est remise par Historia aux neuf Héros de Shiganshina. Quand vient le tour à Eren d'embrasser la main d'Historia, un souvenir lui montrant la discussion entre Grisha et Frieda Reiss lui parvient et le met dans une colère intense. Un an plus tard, en 851. Les derniers Titans en dehors des Murs ont quasiment tous été exterminés. Délivré de la menace des Titans, le Bataillon prend la route en direction de la mer pour la toute première fois. Tandis que tout le monde profite de l'instant et de la beauté de ce qu'il découvre, Eren reste pensif face à l'horizon, se disant que la liberté qu'il a tant cherchée n'a pas encore été acquise et que leurs véritables ennemis se trouvent de l'autre côté de l'océan... Commentaires - La scène du souvenir d'Eren montrant une partie de la discussion entre Grisha et Frieda Reiss est un flash-forward. La suite de la discussion aura lieu dans l'épisode 79. - À compter de cet épisode, Mahr est désormais l'antagoniste majeur. |                            |                |                    |                       |

### Saison finale (2020-2023)

#### Première partie (2020-2021)
| No | Titre français            | Titre japonais | Titre japonais      | Date de 1re diffusion |
| No | Titre français            | Kanji          | Rōmaji              | Date de 1re diffusion |
| --- | ------------------------- | -------------- | ------------------- | --------------------- |
| 1 (60) | De l'autre côté de la mer | 海の向こう側   | Umi no mukōgawa     | 7 décembre 2020       |
| [Chapitres 91-92] - An 854. Falco Gleis, un jeune Eldien du continent, reprend connaissance au milieu d'un champ de bataille. Il est alors sauvé par son frère, qui lui permet de rejoindre les lignes alliées. Falco est l'un des aspirants guerriers qui doit à terme recevoir l'un des sept Titans primordiaux possédés par l'Empire Mahr. La guerre opposant Mahr et l'Alliance du Moyen-Orient depuis quatre ans est sur le point d'être achevée : il ne reste plus qu'à détruire la forteresse de Slava et la flotte ennemie située dans la baie en contrebas. Le Capitaine Magath, commandant des Guerriers Mahr, s'apprête à envoyer 800 soldats Eldiens détruire le train blindé du Fort, principal obstacle à la victoire puisque ses canons sont capables de tuer les Titans primordiaux. Kord, aîné des aspirants et grand frère de Falco, conseille d'envoyer le Titan charrette et le Titan mâchoire à l'assaut du train, mais Magath refuse vu les risques de perte des deux Titans. Gaby Braun, cousine de Reiner et aspirante guerrière elle aussi, implore le Capitaine de la laisser détruire le train afin d'épargner les soldats. Habillée de ses seuls sous-vêtements, Gaby s'élance en direction des lignes ennemies, qui hésitent à lui tirer dessus. Au moment du passage du train, elle jette des charges explosives sur la voie et l'explosion fait dérailler le train. Les Guerriers Mahr et les quatre Titans primordiaux de leur armée prennent alors le relais. Sieg et Reiner, à partir d'un dirigeable, survolent la Forteresse et la bombardent de Titans, ce qui permet d'ouvrir la voie à Reiner et à Porco, le nouveau Titan mâchoire, qui détruisent tous les canons anti-Titans. La forteresse à présent conquise, Sieg saute en parachute sur le Fort, se transforme en Titan bestial et se sert des munitions du Fort pour les lancer sur la flotte ennemie, située en contrebas. Malgré cette attaque, les tirs d'artillerie anti-Titans de la flotte ennemie réussissent à blesser sérieusement le Titan cuirassé, remettant en cause la suprématie absolue des Titans comme arme de guerre. Commentaires - Porco Galliard, le nouveau Titan mâchoire, fait sa première apparition. - Le nom de l'hôte du Titan charrette est révélé : Peak. - D'autres personnages importants de la saison finale font leur première apparition lors de cet épisode : Magath, Gaby, Falco et Kord, notamment. |                           |                |                     |                       |
| 2 (61) | Train de nuit             | 闇夜の列車     | Yamiyo no ressha    | 14 décembre 2020      |
| [Chapitres 93-94-95] - Malgré la victoire de Mahr, la presse internationale se concentre sur la fin de la suprématie des Titans au combat; ce qui irrite le Commandement Mahr. Sieg prend la parole et indique que leurs ennemis ont fait d'énormes progrès technologiques. Puisqu'il ne lui reste qu'un an à vivre du fait de la Malédiction d'Ymir, il souhaite laver l'affront de sa cuisante défaite contre Livaï Ackerman quatre ans plus tôt. Il persuade l'État-Major qu'une reconquête de Paradis et la récupération du Titan originel sont essentielles pour dissuader les autres nations de la fin de la suprématie militaire de Mahr, car leur retard technologique sera long à rattraper. Les Eldiens engagés dans le conflit au Moyen-Orient rentrent au Camp de Revelio. Dans le train du retour, Gaby est célébrée en héroïne et se place comme héritière naturelle du Titan cuirassé. Falco, amoureux d'elle, souhaite prendre sa place afin que celle-ci puisse bénéficier d'une longue vie. Reiner lui fait comprendre qu'il le soutient dans sa démarche. Sieg réunit l'ensemble des jeunes guerriers eldiens. Il leur confie son inquiétude de voir Mahr se débarrasser des Eldiens maintenant que les Titans se voient dépassés par l'artillerie moderne. Sieg propose d'influencer l'opinion internationale avec l'aide du Clan Teyber lors d'une cérémonie internationale au Camp de Revelio où l'annonce d'une offensive Mahr contre Paradis sera faite. Il est précisé que le Clan Teyber, qui détient le 9e Titan, le Titan Marteau, sans jamais s'en être servi contre une autre nation, est l'un des principaux acteurs de la chute du Roi Fritz il y a plus de 100 ans. Leur discussion est écoutée secrètement par des espions Mahr, qui semblent être complices de Sieg. Commentaires - Le nom du 9e Titan primordial est dévoilé : le Titan marteau d'armes (戦槌の巨人, Sentsuchi no Kyojin) |                           |                |                     |                       |
| 3 (62) | La porte de l'espoir      | 希望の扉       | Kibō no tobira      | 21 décembre 2020      |
| [Chapitres 94-95-96-97] - Plusieurs années auparavant, Reiner suit l'entraînement pour devenir guerrier au service de l'Empire Mahr. Il souhaite ainsi devenir Citoyen d'honneur de l'Empire afin de pouvoir enfin vivre avec son père, un Mahr qui n'a jamais voulu le reconnaître. Bien qu'il soit le plus faible de tous les candidats, il parvient malgré tout à obtenir le Titan cuirassé. Avant de quitter Mahr, il rend visite à son père qui le renie en raison de ses origines. An 845. Une fois sur Paradis, Marcel, détenteur du Titan mâchoire, annonce à Reiner, Annie et Bertolt qu'il a influencé l'État-Major pour éviter que son jeune frère Porco ne soit sélectionné comme réceptacle. Le lendemain matin, Reiner, encore choqué de cette révélation, se fait surprendre par Ymir, qui n'était alors qu'un simple Titan. Marcel pousse Reiner pour le sauver mais se fait dévorer à sa place. Après avoir fui et alors qu'Annie et Bertolt souhaitent rentrer chez eux, Reiner insiste pour continuer la mission malgré la perte de leur chef naturel. Bertolt détruit le Mur de Shiganshina : c'est le début de l'invasion des Murs par les Titans. An 847. Reiner, autrefois timide, est devenu le chef du trio de guerriers Eldiens. Ils rejoignent l'Armée des Murs afin de s'infiltrer dans Paradis et de rechercher des informations sur le Titan originel. En 850, ils n'ont cependant toujours rien trouvé. Reiner décide alors de détruire le Mur Rose en espérant que le Titan originel se manifeste. An 854. Reiner est sur le point de se suicider, mais il y renonce en pensant à l'avenir des jeunes aspirants guerriers, dont Falco. Ce dernier se prend d'amitié pour un rescapé de guerre unijambiste qui lui dit s'appeler Kruger. Son identité n'est pas révélée. Commentaires - L'apparence du Titan mâchoire de Marcel, frère de Porco, est révélée dans cet épisode. - Brièvement apparu dans l'épisode précédent, Eren Jäger refait son apparition dans cet épisode. - Kenny Ackerman fait brièvement une apparition, étant apparu pour la dernière fois lors de l'épisode 47. |                           |                |                     |                       |
| 4 (63) | De main en main           | 手から手へ     | Te kara te e        | 28 décembre 2020      |
| [Chapitres 97-98] - L'homme handicapé demande à Falco de lui rendre service et de poster une série de courriers, ce que le jeune garçon accepte. Le Capitaine Magath rencontre Willy Teyber, chef du Clan Teyber dont la Famille détient le Titan marteau. Bien qu'ils soient Eldiens, les Membres de la Famille Teyber sont en réalité à la tête du Gouvernement Mahr et bénéficient d'un prestige international. Lors d'une réception précédant la future fête, Willy Teyber annonce aux représentants des autres Nations vouloir révéler toute la vérité lors de la cérémonie de Revelio et lancer la conquête de Paradis. Le jour de la cérémonie arrive et Revelio s'est transformé en un lieu de fête. Gaby est rejointe par ses camarades. Juste avant le discours de Willy Teyber, Falco demande à Reiner de le suivre. Le jeune garçon le conduit sous la scène de Revelio où se trouve l'homme handicapé avec qui il s'est lié d'amitié. Reiner découvre alors que cet homme n'est nul autre qu'Eren Jäger. Commentaires - Willy Teyber et Kiyomi Azumabito font leur première apparition dans cet épisode. |                           |                |                     |                       |
| 5 (64) | Déclaration de guerre     | 宣戦布告       | Sensen fukoku       | 11 janvier 2021       |
| [Chapitres 99-100] - Un soldat emmène Peak et Porco, les détenteurs des Titans Charrette et Mâchoire, dans un piège tandis que Sieg doit se diriger aux portes du camp. De nombreux journalistes et officiels du monde entier sont présents pour assister au discours de Willy Teyber. Celui-ci présente la version officielle de la fin de l'Empire Eldien, où l'alliance entre Mahr et le Clan Teyber a permis la fin de l'Empire. Il corrige cependant cette version en déclarant qu'en réalité, c'est le Roi Fritz, alors à la tête de l'Empire Eldien, qui a renoncé de lui-même à la poursuite de la guerre et s'est enfermé entre des murs sur l'île de Paradis, tout en menaçant le continent d'une arme de dissuasion, le Grand Terrassement. En revanche, pour empêcher ses descendants d'utiliser cette arme, il mit en place le Pacte de non-agression. Le pouvoir de l'Originel étant désormais entre les mains d'Eren, Willy Teyber déclare que la paix n'est plus assurée car ce dernier n'est pas lié par le Pacte de non-agression et peut se servir de ce pouvoir. Willy Teyber appelle alors tous les peuples à lancer une offensive préventive contre Paradis, à qui il déclare la guerre. Sous la scène, Falco découvre la véritable identité d'Eren. Celui-ci annonce à Reiner qu'il comprend ses motivations, qui sont finalement les mêmes que les siennes, sauver le monde, mais qu'il ne peut renoncer à la protection de Paradis. Il se transforme alors en Titan et dévore Willy Teyber. Commentaires - La guerre est officiellement déclarée entre Mahr et Paradis. - Jelena fait sa première apparition dans cet épisode. |                           |                |                     |                       |
| 6 (65) | Le Titan marteau          | 戦鎚の巨人     | Sentsuchi no kyojin | 18 janvier 2021       |
| [Chapitres 100-101-102] - Quelque temps avant son discours, Willy Teyber évoque avec le Capitaine Magath les informations transmises par les Services secrets de Mahr. Teyber sait que des Membres de Paradis se sont infiltrés à Revelio. Il est conscient qu'il sera une cible et qu'il sera certainement attaqué par Paradis lors de son discours. Teyber évoque la présence de la totalité de l'état-major dans les tribunes et précise que leur disparition permettra à Magath de purger l'armée et de la réorganiser avec des gradés compétents. Sa future mort est pour Teyber un sacrifice nécessaire pour convaincre l'opinion publique de la dangerosité d'Eren et de la nécessité de représailles contre Paradis. L'attaque d'Eren a effectivement fait de nombreuses victimes au sein du public, dont l'État-Major de Mahr, faisant de facto de Magath le plus haut-gradé. Eren a également dévoré Willy Teyber. La sœur de ce dernier, Lara, se transforme alors, montrant à Eren que Willy n'était en réalité pas le propriétaire du Titan marteau. Grâce à ses pouvoirs particuliers, ce dernier bat facilement le Titan Assaillant d'Eren, qui se fait sauver in extremis par Mikasa. Equipé d'un nouvel équipement tridimensionnel doté d'améliorations techniques, le Bataillon d'exploration arrive en renforts à ce moment-là, sans pour autant approuver l'action d'Eren. Les soldats Mahr se font massacrer par les Forces de Paradis tandis qu'Eren comprend que l'hôte du Titan Marteau, contrairement aux autres Titans primordiaux, n'est pas dans sa nuque. Suivant une sorte de fil émanant du pied du Titan, Eren découvre Lara Teyber isolée dans un cristal sous la scène. Il arrive à séparer le Titan marteau de son hôte et s'apprête à la dévorer quand il est attaqué par le Titan mâchoire. C'est Livaï qui vient cette fois au secours d'Eren. Porco, voyant le désastre et sentant que le Bataillon va l'attaquer avec l'intention de le tuer, est paralysé par la peur... Commentaires - Plusieurs personnages meurent lors de cet épisode. Willy Teyber, le Maréchal Calvi ou encore Udo et Sophia font partie des victimes. - On découvre le Titan Marteau lors de cet épisode. |                           |                |                     |                       |
| 7 (66) | L'assaut                  | 強襲           | Kyōshū              | 25 janvier 2021       |
| [Chapitres 102-103-104] - Porco se fait sauver in extremis par le Titan charrette, armé d'une unité blindée avec des mitrailleuses. Le Titan bestial rejoint lui aussi la bataille. Falco, émergeant des décombres de la scène grâce à Reiner qui l'a protégé, voit que ce dernier est au plus bas psychologiquement. Le Camp de Revelio est cerné par l'armée Mahr tandis qu'une flotte de navires de guerre arrive par la mer. Armin, sur un bateau de pêche qui navigue à côté, se transforme et annihile toute la flotte. Enragé que Paradis se soit emparé du Titan colossal de Bertolt, Porco brise la formation pour attaquer directement Eren. Le Bataillon en profite pour attaquer Peak et Sieg, ce dernier étant abattu par Livaï. C'est alors qu'un dirigeable, piloté par Onyankopon, un nouvel allié du bataillon, arrive pour sécuriser la retraite d'Eren et des forces de Paradis. Porco, qui comptait l'abattre, se fait couper les jambes par Mikasa. Il est désormais à la merci d'Eren, qui a compris que sa mâchoire est l'une des seules choses capables de briser le cristal entourant Lara Teyber. Eren lui arrache alors les bras et il se sert du Mâchoire comme d'un casse-noix pour briser le cristal et parvient à dévorer le Titan marteau. Gaby et Falco, ayant vu la scène, appellent Reiner à l'aide alors que Porco est sur le point de se faire dévorer. Le Titan Cuirassé fait alors son apparition, étant le dernier Titan de Mahr disponible pour le combat. Commentaires - Lara Teyber, l'hôte du Titan Marteau, meurt lors de cet épisode. - Eren possède le pouvoir du Titan Marteau à compter de cet épisode. - Onyankopon fait sa première apparition dans cet épisode. |                           |                |                     |                       |
| 8 (67) | Balle mortelle            | 凶弾           | Kyōdan              | 1er février 2021      |
| [Chapitres 104-105] - Eren parvient à vaincre Reiner sans problèmes, celui-ci étant trop faible. Mais il est lui aussi à bout de forces, ce qui le pousse à mettre fin à l'opération et à battre en retraite. Eren et le Bataillon montent dans le dirigeable. Livaï et Hansi sont furieux contre Eren, le Gouvernement de Paradis n'ayant pas validé l'attaque contre Mahr. Une partie des troupes, dont Frock, considèrent cependant cette attaque comme une première victoire pour la restauration impériale eldienne. Gaby, souhaitant venger ses amis morts durant l'attaque, se lance à la poursuite du dirigeable et tue l'un des membres du Bataillon, qui s'effondre au sol avec son équipement tridimensionnel. Gaby s'empare du grappin et s'apprête à rejoindre le dirigeable. Falco, qui souhaite la protéger, s'agrippe et les deux apprentis soldats pénètrent dans le dirigeable. Gaby tire alors au hasard et touche gravement Sasha. Au Camp de Revelio, Peak révèle au Capitaine Magath qu'elle a finalement reconnu le soldat qui les a piégés avec Porco : c'est une fervente disciple de Sieg nommée Jelena, présumée morte il y a trois ans. Gaby et Falco sont violemment maitrisés par les Soldats du Bataillon et découvrent que Sieg, présumé mort durant l'attaque, est dans le dirigeable, bien vivant, et qu'il avait tout préparé secrètement avec Eren. Sasha meurt de sa blessure. Commentaires - Sasha meurt lors de cet épisode. |                           |                |                     |                       |
| 9 (68) | Les mercenaires           | 義勇兵         | Giyū-hei            | 8 février 2021        |
| [Chapitres 106-107] - An 851. Un navire éclaireur Mahr est parti en reconnaissance sur les côtes de Paradis. Ne voyant pas revenir sa première equipe de repérage, le Commandant du navire s'apprête à envoyer une deuxième équipe lorsque Livaï et Hansi apparaissent avec l'un des membres de l'équipe de repérage. Leur souhaitant ironiquement la bienvenue, Hansi est mise en joue par le Commandant lorsque ce dernier est abattu par un soldat. Les soldats Mahr restants sont maitrisés par Jelena et Onyankopon, deux soldats originaires de pays victimes de l'impérialisme Mahr et qui ont été enrôlés de force dans leur armée. Le navire est finalement capturé par Eren dans sa forme titanesque. Jelena et Onyankopon sont convaincus que la libération des Eldiens pourrait mettre à mal l'Empire Mahr et permettre à leurs pays de retrouver leur propre liberté. Servant d'intermédiaires, les mercenaires anti-Mahr transmettent une offre de Sieg à destination de Paradis. Ce dernier leur révèle que le Titan originel peut activer le Grand Terrassement au contact d'un Titan de sang-royal. Étant lui-même de sang-royal, il propose de s'allier à Paradis en échange de l'asile politique. Si Eren ne voit pas d'autres solutions que d'utiliser le Grand Terrassement pour se défendre, Armin reste persuadé que la diplomatie est la meilleure solution pour s'intégrer internationalement. Au fil du temps, plusieurs autres navires sont capturés et des Mahrs intègrent la société de Paradis. Hansi découvre la technologie mahr, et les différentes avancées techniques font entrer Paradis en pleine révolution industrielle. Sasha développe une relation amoureuse avec Niccolo, un cuisinier mahr. An 854. Le Bataillon est rentré sur l'île. Armin raconte les derniers évènements à Annie, toujours prisonnière de son cristal. Ayant appris la nouvelle de sa mort, Niccolo est venu sur la tombe de Sasha et rencontre sa famille. Il les invite à partager la cuisine que Sasha aimait tant gratuitement en l'hommage de leur fille. Juste après l'attaque sur Revelio, la presse de Paradis annonce une victoire sur Mahr. Sieg est placé sous la surveillance de Livaï, qui le conduit dans une forêt d'arbres géants. Le Commandant Pixis fait arrêter par précaution tous les mercenaires anti-Mahr. Gaby et Falco croupissent en prison, tout comme Eren. Ce dernier se motive pour le combat qui approche. |                           |                |                     |                       |
| 10 (69) | De beaux principes        | 正論           | Seiron              | 15 février 2021       |
| [Chapitres 107-108] - An 852. Grâce à l'aide des ingénieurs Mahrs, le port de Paradis est enfin achevé. Jelena organise alors une rencontre entre Paradis et Heazul, nation asiatique traditionnellement alliée des Eldiens et souhaitant un rapprochement diplomatique avec Paradis. Kiyomi Azumabito, ministre plénipotentiaire d'Heazul, présente à Mikasa une bannière portant un symbole particulier. Encouragée par Eren, Mikasa enlève la bandelette entourant son poignet et montre une marque identique. Kiyomi lui apprend qu'elle est l'héritière d'un général asiatique parti en exil sur Paradis en même temps que le Roi Fritz et ses sujets. Une réunion réunissant la Reine, l'État-Major, les héros du Bataillon et les ambassadeurs de Heazul commence. Azumabito est prête à faciliter une rencontre entre Sieg et Eren à condition que son pays obtienne le monopole d'exploitation et de commerce de la roche explosive gelée contenue dans le sous-sol de Paradis. Le plan de Sieg est alors révélé : voyant la supériorité des Titans contestée par les progrès technologiques, il craint que Mahr ne se débarrasse des Eldiens, devenus inutiles. Le plan consiste à mettre en place le Grand Terrassement comme arme de dissuasion afin de protéger Paradis et les Eldiens. Cela nécessite de ramener Sieg sur Paradis et de transmettre son pouvoir à Historia et à ses héritiers pour préserver cette arme sur la longue durée. Comprenant que cela ferait d'Historia une simple "éleveuse d'enfants", Eren refuse la perspective de sacrifier Historia. Quelque temps plus tard, les Membres du Bataillon d'exploration travaillent au développement des voies ferrées. Lors du trajet de retour, la question de la succession d'Eren est posée puisqu'il ne lui reste que cinq années à vivre. Mikasa se propose en premier, mais Jean indique qu'un autre destin l'attend. Jean, Connie et Sasha se proposent, mais Eren finit par refuser que son Titan soit transmis à l'un des membres de l'Escouade Livaï, souhaitant que ses amis puissent profiter d'une longue vie. An 854. Hansi surprend Eren dans sa cellule alors que ce dernier se motive. Intriguée, elle souhaite en apprendre plus sur ses motivations. Eren lui rappelle qu'il possède désormais le pouvoir du Titan marteau et qu'il peut sortir quand bon lui plaira. Historia est désormais enceinte, ce qui ne manque pas de faire parler au sein des Brigades Spéciales car leur plan initial était de faire dévorer Sieg par Historia dès son arrivée. Ils supposent même que la Reine a été informée que si elle attendait un enfant, elle ne pourrait pas être transformée. Autour d'une table, ils se font servir un vin particulier par les cuisiniers Mahr. Du côté de l'escouade Livaï, ils ont remarqué qu'Eren a changé au point où ils doutent même de sa loyauté, craignant qu'il suive son frère. Armin leur révèle qu'il va alors lui parler avec Mikasa pour le faire revenir à la raison, étant donné que grâce aux sérums de Titan, ils peuvent désormais se passer de lui. Commentaires - Historia est désormais enceinte. - Les origines asiatiques de Mikasa sont éclaircies dans cet épisode. |                           |                |                     |                       |
| 11 (70) | Imposture                 | 偽り者         | Itsuwari mono       | 22 février 2021       |
| [Chapitres 107-108-109] - En simulant un malaise, Gaby attire son gardien et finit par le tuer. Accompagnée de Falco, elle parvient ainsi à s'enfuir de prison. Après avoir couru aussi loin qu'ils le pouvaient, ils sont découverts par Kaya, la jeune fille sauvée par Sasha quatre ans plus tôt. Malgré l'hostilité de Gaby, Kaya les invite à la suivre et à profiter d'un repas. Ils arrivent ainsi dans la Famille de Sasha, qui recueille des orphelins de la guerre, dont Kaya. Sous de faux noms, Gaby et Falco sont hébergés par la Famille et participent aux travaux quotidiens. Kaya avait cependant tout de suite découvert la véritable identité de Gaby et Falco, mais ne leur en tient pas rigueur, considérant qu'ils ne sont aucunement responsables des actes de leur pays. Azumabito est en visite diplomatique à Paradis. Kiyomi salue l'attaque contre Mahr et livre un avion alimenté par l'énergie de la roche explosive gelée. L'armée mène des purges contre des partisans d'Eren qui ont révélé publiquement des informations confidentielles sur le Grand Terrassement. Cela provoque la colère d'une partie de la population partisane d'une restauration de l'Empire Eldien. Pixis soupçonne Jelena d'être à l'origine de cette dissidence interne au sein de l'armée. De son côté, les Guerriers Mahr découvrent que seuls les bras et les jambes de Sieg ont été retrouvés sur le champ de bataille. Ils comprennent donc que sa mort pendant l'attaque de Revelio n'était qu'une mise en scène. Découvrant la trahison de Sieg, Reiner appelle à une attaque immédiate contre Paradis avant le déclenchement du Grand Terrassement. |                           |                |                     |                       |
| 12 (71) | Le guide                  | 導く者         | Michibiku mono      | 1er mars 2021         |
| [Chapitres 110-111] - Une manifestation pro-Eren se tient devant le siège de l'armée. Les manifestants revendiquent la libération immédiate d'Eren. Pendant ce temps, Armin et Mikasa rencontrent le Général Zackley, chef de l'armée, en espérant obtenir une entrevue avec Eren, ce qui leur est refusé. L'armée est en effet persuadée qu'Eren est manipulé par Sieg et se préparent à transmettre le Titan Originel à quelqu'un d'autre. Armin et Mikasa partent, dépités, lorsqu'une forte explosion survient. Un attentat à la bombe vient de tuer le Général Zackley et trois soldats. Le responsable est identifié comme l'un des partisans d'Eren au sein du Bataillon. Lors d'une discussion avec le Commandant Pixis, Jelena avoue avoir comploté avec Eren et au sein de l'armée pour précipiter les choses face à Mahr. Celle-ci déclare cependant être la seule responsable, ce que confirme Onyankopon. Face à la menace de ceux qui sont désormais appelés les "pro-Jäger", Dot Pixis préfère capituler, considérant qu'un affrontement au sein de l'armée serait un désastre pour la stabilité de Paradis. Hansi, quant à elle, part enquêter au restaurant de Trost sur une piste qui puisse leur donner un avantage sur Sieg. Peak les observe dans l'ombre, indiquant que Mahr s'est infiltrée. De son côté, Eren s'enfuit de prison et rejoint ses partisans... Commentaires - Daris Zackley, le Général de l'armée des Murs, meurt lors de cet épisode. |                           |                |                     |                       |
| 13 (72) | Les enfants de la forêt   | 森の子ら       | Mori no kora        | 8 mars 2021           |
| [Chapitres 110-111-112] - Sieg explique à Livaï comment il a transformé les habitants du village de Conny en Titans : lors d'une incursion sur Paradis, des soldats Mahr ont envoyé des gaz de combat contenant le liquide cérébrospinal de Sieg. La nouvelle de la prise de pouvoir des pro-Jäger arrive également aux oreilles de Livaï. La Famille de Sasha Braus se rend au restaurant de Niccolo avec Gaby, Falco et Kaya. Hansi et l'Escouade Livaï arrivent au même moment au restaurant pour enquêter sur les liens potentiels entre Sieg et Niccolo. Ce dernier les introduit dans une salle pour les faire patienter. Jean se saisit d'une bouteille de vin et plaisante sur le fait qu'il n'y a pas que les Gradés qui ont le droit d'en profiter. Une prise de bec survient avec Niccolo au sujet de la même bouteille. Gaby annonce fièrement à Niccolo qu'elle a tué Sasha ; fou de rage, Niccolo tente de la frapper avec la bouteille de vin, mais Falco reçoit le coup à sa place et ingère du liquide. Niccolo propose au père de Sasha de tuer Gaby pour se venger, mais ce dernier se saisit du couteau et refuse ; Kaya tente à son tour d'assassiner Gaby, mais Mikasa l'en empêche. Niccolo révèle à ce moment-là que la bouteille de vin qu'il a utilisée pour frapper Falco est remplie de liquide cérébrospinal de Sieg, que ce liquide permet à Sieg de transformer les Eldiens en Titans et que ce vin a été ingéré par de nombreuses personnalités de l'État-Major de Paradis. Les pro-Jäger arrivent à ce moment-là et arrêtent Hansi et l'Escouade Livaï. Eren rentre également dans le restaurant et annonce vouloir discuter avec Armin et Mikasa... |                           |                |                     |                       |
| 14 (73) | Sauvagerie                | 暴悪           | Bōaku               | 22 mars 2021          |
| [Chapitres 112-113] - Eren annonce à Armin et Mikasa qu'il agit de sa pleine volonté et non sous l'influence de Sieg. Armin affirme à Eren qu'il a été embrigadé par Sieg. Eren lui répond que ses sources lui ont appris qu'Armin passait beaucoup de temps auprès du cristal contenant Annie. Le successeur d'un Titan héritant de sa mémoire, Eren accuse à son tour Armin d'être influencé par la personnalité et les actes de Bertolt. Il affirme ensuite à Mikasa qu'elle est dominée par "l'instinct des Ackerman" qui pousse tous ses membres à protéger leur figure supérieure. Il rappelle à Mikasa leur première rencontre et lui affirme que le hasard a voulu qu'elle croît qu'elle devait le protéger. Il la rabaisse enfin en lui affirmant qu'elle n'est qu'une esclave, et termine en déclarant qu'il la hait depuis son enfance, ce qui lui brise le cœur. Armin, complètement abattu par ce discours et fou de rage, attaque Eren, qui le bat sans difficulté. Il ordonne à ses hommes de mettre aux arrêts ses deux "amis" et de les conduire à Shiganshina. Dans la forêt des arbres géants, Sieg relit pour la 7e fois le même ouvrage, ce qui ne trompe pas Livaï. Sieg s'enfuit et transforme en Titans l'ensemble de l'équipe de Livaï grâce au pouvoir de son cri. Ce dernier comprend alors que la caisse de vin livrée aux gardiens était contaminée par son liquide cérébrospinal. Livaï se retrouve entouré par 27 Titans pendant que Sieg s'enfuit, accompagné par trois Titans pour le protéger. Livaï réussit à se débarrasser des Titans et part à la poursuite de Sieg. Il lui met une nouvelle raclée, puis l'immobilise en encastrant une lance foudroyante dans son corps afin de l'empêcher de bouger. À Shiganshina, Keith Shardiz commence la formation de la 109e Brigade d'entraînement, qui semble peu motivée pour apprendre à trucider du Titan en pensant que la véritable menace est l'Empire Mahr. Frock, à la tête des Pro-Jäger, apparaît. Il annonce que Shardiz n'est qu'un représentant d'un temps révolu et propose aux recrues de rejoindre leur mouvement après avoir prouvé leur loyauté en battant à mort l'Instructeur. Ce dernier est passé à tabac et les recrues viennent gonfler les rangs des pro-Jäger. Frock ordonne ensuite à Hansi de les conduire à Sieg... |                           |                |                     |                       |
| 15 (74) | La seule solution         | 唯一の救い     | Yuiitsu no sukui    | 22 mars 2021          |
| [Chapitres 114-115] - Sieg se remémore sa jeunesse et l'entraînement qu'il a suivi pour devenir un guerrier. Il était particulièrement mauvais et décevait ses parents, qui n'exprimaient aucun amour à son égard, ne voyant en lui qu'un outil dans leur lutte contre Mahr. Sieg rencontre alors Tom Xaver, chercheur en études titaniques et détenteur du Titan Bestial, qui devient son ami puis son mentor. En faisant les corvées pour lesquelles il a été relégué, Sieg apprend que ses Parents sont suspectés par Mahr de faire partie de la Résistance Eldienne. Sous le conseil de Xaver, il les dénonce afin de prouver sa loyauté et d'éviter d'être arrêté avec eux. Quelques années plus tard, Xaver, devenu la figure paternelle de Sieg, est mourant et doit bientôt transmettre son Titan. Il raconte à Sieg qu'une épidémie s'était répandue sur l'espèce humaine 600 ans auparavant. D'après ses recherches, le Roi Fritz de l'époque avait permis la sauvegarde de son peuple via une mutation grâce au Titan Originel. Pour Xaver, le Titan originel est capable de modifier la constitution physique des Eldiens. Sieg comprend alors que pour anéantir définitivement la menace des Titans, il suffirait que le Titan Originel rende stérile le Peuple d'Ymir. Cela permettrait de faire disparaître en l'espace d'un siècle tous les Eldiens, et par conséquent la menace des Titans. Xaver préconise alors à Sieg de confier le Titan originel à un allié de confiance n'ayant pas de sang royal, afin qu'il ne soit pas soumis au pacte de non-agression. Il lui apprend aussi que pour pouvoir utiliser le pouvoir du Titan originel, ce dernier devra toucher ou dévorer un héritier du sang royal. Il l'informe enfin qu'il ne serait qu'une sorte de clé permettant au porteur du Titan Originel de se libérer du Pacte : il devra donc avoir une confiance totale en la personne qui sera porteuse du Titan Originel... Sieg hérite ensuite du pouvoir ainsi que des lunettes de son mentor. En 850, peu avant la Bataille de Shiganshina, Reiner, toujours infiltré sur Paradis avec Bertolt, informe Sieg qu'Eren est le détenteur du Titan Originel. Bertolt ajoute qu'il a appris que le Père d'Eren était médecin. Sieg comprend alors que son Père avait survécu et qu'il avait fondé une autre famille : Eren serait donc son demi-frère... En 854, Sieg rencontre Eren à Mahr et lui confie son "plan d'éradication douce" des Eldiens. Eren l'informe qu'il accepte de rallier sa cause. De retour au présent, Sieg décide d'activer la lance foudroyante que Livaï lui a planté dans le ventre pour l'empêcher de fuir. Il se fait délibérément exploser. |                           |                |                     |                       |
| 16 (75) | Ciel et terre             | 天地           | Tenchi              | 29 mars 2021          |
| [Chapitres 115-116] - Hansi et les Pro-Jäger sont près de la position de Sieg et Livaï, quand ils entendent une détonation et comprennent qu'il s'agit d'une lance foudroyante. Sur le point de mourir après l'explosion, Sieg aperçoit une jeune fille dans une vision avant d'être récupéré par un Titan primaire, qui, loin de le dévorer, déchire ses entrailles et le met en sécurité à l'intérieur. À Shiganshina, les Mercenaires Anti-Mahr et les Pro-Jäger ont pris le contrôle de l'armée avec Jelena qui tient Pixis et les autres Gradés sous ses ordres grâce au vin coupé au liquide cérébrospinal de Sieg. Se basant sur un système similaire à celui de Mahr, trois types de foulards désignent désormais les soldats en plusieurs catégories : les porteurs de foulards blancs sont les Pro-Jäger, les rouges sont ceux qui ont bu du vin et qui sont donc forcés de collaborer. Quant aux porteurs de foulards noirs, ce sont les otages considérés comme peu fiables. L'Escouade Livaï discute du comportement d'Eren qui est préoccupant quand Jelena les informe qu'Eren suit en fait le plan de Sieg, à savoir l'éradication douce des Eldiens en utilisant le pouvoir du Titan originel pour les rendre stériles. Armin, très ému, semble approuver ce plan. Peak, infiltrée sur Paradis, se débarrasse de l'homme protégeant Eren et retrouve Gaby. Elle menace alors Eren avec son pistolet, ce qui ne l'effraie absolument pas. Peak annonce alors être également une traître à Mahr et souhaiter la victoire des Eldiens des murs. Elle explique à Gaby, qui est totalement perturbée, que les progrès techniques font que Mahr n'aura bientôt plus besoin de l'avantage stratégique constitué par les Titans et que les Dirigeants Mahr ordonneront bientôt la mort de chacun d'eux. Afin de prouver sa loyauté à Eren, elle promet de dénoncer ses alliés aux Pro-Jäger. C'est en réalité un piège destiné à amener Eren à portée du Titan mâchoire pour qu'il le dévore ; Peak n'a donc pas trahi Mahr. Eren, qui se doutait de quelque chose, évite de justesse d'être dévoré par Porco, puis se transforme en Titan Assaillant. L'armée Mahr débarque alors à Paradis à bord de plusieurs dirigeables. Reiner est à bord de l'un d'eux, à nouveau prêt à combattre... Commentaires - Ymir Fritz fait sa première apparition lors de cet épisode. |                           |                |                     |                       |

#### Deuxième partie (2022)
| No | Titre français            | Titre japonais   | Titre japonais             | Date de 1re diffusion |
| No | Titre français            | Kanji            | Rōmaji                     | Date de 1re diffusion |
| --- | ------------------------- | ---------------- | -------------------------- | --------------------- |
| 17 (76) | Condamnation              | 断罪             | Danzai                     | 10 janvier 2022       |
| [Chapitres 115-116-117-118] - Hansi, Frock et son escouade découvrent le corps de Livaï sur la berge d'un fleuve. Il semble avoir été tué sur le coup par l'explosion de la lance foudroyante plantée dans Sieg. Ils sont surpris par la vapeur d'un Titan près d'eux, anormalement aspirée vers l'intérieur de celui-ci. Sieg sort alors du squelette du Titan évaporé, nu et indemne. Hansi profite de la confusion générale pour s'enfuir avec le corps de Livaï en sautant dans le fleuve. Sieg explique alors à Frock qu'il a rêvé qu'une mystérieuse petite fille a reconstitué son corps dans un lieu où l'espace-temps serait différent de ce monde, lieu qu'il appelle "les Chemins". À Shiganshina, la ville est envahie par l'armée Mahr. Gaby, récupérée par Peak, retrouve Kord et Magath à qui elle révèle que Sieg lui a dit indirectement que le Titan originel et le Titan de Sang Royal étaient réunis. Magath comprend alors que Sieg est la clé qui permettra l'activation du Titan originel et doit à tout prix empêcher les deux frères Jäger de se réunir. Alors que Jelena conseille à Eren de se mettre à l'abri, ce dernier décide d'affronter Reiner qu'il domine rapidement. Porco vient aider Reiner, ce qui pousse Eren à utiliser le pouvoir du Titan marteau, acculant les deux guerriers. Jelena provoque le déploiement général de tous les soldats mais le Titan d'Eren subit le tir du canon anti-Titan, contrôlé par Magath, sur le Titan charrette. Les soldats subissent des tirs nourris de la part de l'armée Mahr et la situation semble désespérée. En désespoir de cause, Onyankopon décide de libérer les héros du bataillon d'exploration emprisonnés et les implore de secourir Eren. Il se distancie de Jelena et les assure qu'il n'a jamais été favorable à son plan de stérilisation des Eldiens. Armin décide de lui faire confiance. Il pense que l'alliance d'Eren avec Sieg est factice, car un tel plan ne ressemble pas à Eren qui, en tant que Titan Originel, reste en définitive maître de l'utilisation du pouvoir et donc capable de décider s'il veut ou non accomplir le plan de Sieg. Il estime qu'aider Eren permettrait de déclencher une démonstration du Grand Terrassement pour dissuader la coalition internationale d'attaquer. Après plusieurs tirs dans la tête de son Titan, Eren est désormais à la merci de Reiner... |                           |                  |                            |                       |
| 18 (77) | Ruse                      | 騙し討ち         | Damashi uchi               | 17 janvier 2022       |
| [Chapitres 117-118-119] - Eren continue de tenir tête à Reiner et Porco, dont il envoie le dernier valdinguer, mais les tirs répétés dans la tête de son Titan le laisse à la merci de Reiner qui tente de le dévorer. Dans un assaut de rage, Eren tente de se dégager de l'emprise du Cuirassé, fracturant la mâchoire de ce dernier mais l'arrivée de Sieg sur le mur, transformé en Titan bestial, bouleverse le cours du combat. Il assaille les Guerriers puis les dirigeables qui tombent les uns après les autres. Le voyant, Eren, affaibli par son combat, se dirige lentement vers lui pour accomplir son rendez-vous avec l'Eldien de sang royal. Pendant ce temps, les héros du bataillon d'exploration se dirigent vers Eren. Pour la première fois, Mikasa, profondément perturbée par ce que lui a dit Eren sur son absence de libre-arbitre, part au combat en laissant derrière elle son écharpe fétiche. Armin annonce à Jelena qu'ils se sont décidés à aider Eren, mais elle semble se méfier de lui. Naile, chargé de la surveillance de Falco, décide de le laisser s'échapper avec son frère et Gaby. Alors qu'ils sont réfugiés dans un bâtiment, Gaby entend ses parents adoptifs sur Paradis espérer qu'elle et Falco soient sains et saufs. Elle fond en larmes, réalisant qu'il n'y avait, en définitive, pas de "démons" sur cette île. Sentant qu'il peut être transformé en Titan d'un instant à l'autre, Falco décide de lui avouer son amour pour elle et sa responsabilité de l'attaque sur Revelio. Alors que Reiner et Porco sont acculés par les tirs de Sieg, le Charrette semble avoir été lui aussi vaincu. Frock et ses hommes, à proximité, essuient des tirs tandis que Magath tire avec son canon anti-Titans dans le cou du Bestial. Le Titan de Sieg tombe au sol. |                           |                  |                            |                       |
| 19 (78) | L'aîné et le cadet        | 兄と弟           | Ani to otōto               | 24 janvier 2022       |
| [Chapitres 119-120] - Affaibli par le tir d'artillerie du Titan charrette et voyant qu'Eren n'arrive pas à se défaire de ses ennemis, Sieg décide d'utiliser son cri pour transformer en Titan tous les soldats ayant ingéré son liquide cérébro-spinal. Kord tente de retarder le cri pour permettre à Falco, qui a ingéré son liquide cérébro-spinal, de s'échapper. Malgré un sentiment de culpabilité pour les deux aspirants guerriers, Sieg libère son cri et Falco fait partie de ceux qui se transforment, sous les yeux de Gaby. Les Titans envahissent la ville et attaquent les soldats Mahr. Un deuxième tir d'artillerie touche alors Sieg, qui paraît définitivement mort. Falco s'attaque à Reiner, qui peine à faire front à la fois au jeune Eldien transformé en Titan et à Eren. Il s'apprête à se laisser dévorer par Falco qui s'attaque à sa nuque, afin de lui transmettre son Titan, le sentiment du devoir accompli car Sieg semble mort. Mais Porco court à ce moment au devant de Falco et se laisse dévorer à la place de Reiner. Ce dernier, enragé, s'acharne sur Eren, qui en profite pour se rigidifier et courir hors de son Titan vers Sieg, qui n'est en fait pas encore mort. Reiner qui le poursuit est stoppé par les lances foudroyantes de Jean et Conny mais Eren aperçoit Gaby, armée du fusil de Kord (mort à cause de la transformation de Falco) qui lui tire une balle dans le cou, le décapitant. La tête d'Eren atterrit dans la main de Sieg, bouleversé. Eren et Sieg sont alors transportés dans "les chemins", une dimension qui transcende le temps et l'espace, devant l'Axe. Ils aperçoivent une mystérieuse jeune fille qui s'avère être l'ancêtre des Eldiens, Ymir Fritz. C'est cette même fille qui a reconstitué le corps de Sieg quelques épisodes plus tôt. Sieg prie Eren de demander à Ymir de rendre stériles tous les Eldiens. Eren refuse et révèle à Sieg que cela n'a jamais été son intention. Il marche vers Ymir et lui demande de lui accorder son pouvoir, mais la jeune fille l'ignore et se dirige vers Sieg. Celui-ci, qui se méfiait d'Eren, lui apprend qu'il peut désormais se passer de lui pour commander Ymir et débloquer le pouvoir de l'Originel. Mais avant de mettre son plan à exécution, il tient à aider son frère qu'il croît être manipulé par l'esprit de leur père. Sieg rentre au contact de son frère et l'emmène donc dans le passé pour découvrir la vérité... Commentaires - Plusieurs personnages importants sont transformés en Titan lors de cet épisode. Falco, les Commandants Pixis et Naile et plusieurs haut gradés des Brigades Spéciales et de la Garnison. - Kord et Porco meurent lors de cet épisode. - Falco devient le nouveau Titan mâchoire. |                           |                  |                            |                       |
| 20 (79) | Les souvenirs de l’avenir | 未来の記憶       | Mirai no kioku             | 31 janvier 2022       |
| [Chapitres 120-121] - Sieg se promène avec Eren dans le passé de leur père, car il veut lui prouver que Grisha n'était qu'un égoïste n'aspirant qu'à rétablir la domination Eldienne, au mépris de sa famille. Mais la balade ne se déroule pas comme prévu. Sieg s'aperçoit qu'en fait, Grisha aimait profondément Eren en le laissant libre de ses choix et regrettait amèrement ses actes passés vis-à-vis de Sieg. En outre, il est stupéfait car Grisha semble pouvoir percevoir sa présence. Eren apprend à Sieg que contrairement à lui, il n'est pas guidé, que ce soit dans un sens ou dans l'autre, par les actions de son père, mais par une soif innée de liberté. Il préfère prendre celle des autres avant de perdre la sienne. Ils continuent leur promenade dans les souvenirs de leur père, jusqu'à arriver au jour où Grisha s'en prend au Titan Originel détenu par la famille royale. Ils apprennent alors que le Titan assaillant a un pouvoir jusqu'ici caché: il peut percevoir les souvenirs de son successeur, autrement dit, entrevoir l'avenir. Au moment de tuer Frieda et les enfants de la famille royale, Grisha ne peut pas s'y résoudre. Il perçoit alors Eren, son successeur dans le futur, qui le pousse à le faire. Après avoir anéanti la famille royale, Grisha sort de la chapelle, traumatisé par son acte. Il perçoit alors nettement Sieg, tombe dans ses bras, s'excuse de ses erreurs passées et le supplie de mettre fin à la folie d'Eren. De retour dans les Chemins, Sieg tombe à terre, stupéfait d'avoir découvert la vérité... Commentaires - La scène qu'a vue Eren lors de l'épisode 59 est entièrement dévoilée ici. - Le véritable pouvoir du Titan Assaillant est révélé dans cet épisode. |                           |                  |                            |                       |
| 21 (80) | De toi, il y a 2 000 ans  | 二千年前の君から | Nisen-nen mae no kimi kara | 7 février 2022        |
| [Chapitres 121-122-123] - De retour dans les Chemins, Eren révèle à son frère que les évènements du précédent épisode lui sont parvenus de son futur lui lorsqu'il a embrassé la main d'Historia (Épisode 59), notamment le fait qu'il devrait convaincre Grisha de tuer la famille Reiss ou encore que leur père demanderait à Sieg de l'arrêter. Eren lui dit que leurs efforts sont vains. Stupéfait de la révélation, Sieg ordonne à Ymir de stériliser tous les Eldiens et se dirige vers l'Axe. On apprend alors l'origine des Titans, 2 000 ans plus tôt. Ymir, devenue esclave après la conquête de son village natal, est contrainte de servir le Roi Fritz. Lorsqu'un jour, elle laisse s'échapper des cochons de leur enclos, le Roi feint de la libérer et organise une chasse qui l'accule jusqu'à un arbre mystérieux avec une cavité. Lorsqu'elle y pénètre, elle plonge au fond d'un puits où elle y découvre un organisme vivant qui fusionne avec elle et éveille le Pouvoir des Titans. Le Roi Fritz parvient à allier ce pouvoir à sa cause, ce qui lui permet de conquérir et d'assouvir l'Empire Mahr très facilement. Afin de perpétuer le Pouvoir des Titans dans sa famille, le Roi obtient d'Ymir 3 filles : Maria, Rose et Sina. Lorsque Ymir meurt d'un coup de lance en protégeant son Roi, ce dernier découpe le corps d'Ymir et le donne à manger à ses filles et leur ordonne sur son lit de mort de procréer au maximum afin que le Pouvoir d'Ymir ne disparaisse pas. De son côté, Ymir, qui avait en fait transcendé sa condition humaine, continue de vivre et de servir la famille Royale dans les Chemins, en créant les Titans de ses mains. Dans le présent, Eren l'enlace et lui dit qu'il compte mettre fin à ce monde, une révélation qui glace le sang de Sieg qui tente d'arrêter Eren en ordonnant une nouvelle fois à Ymir d'obéir à son sang royal. Eren, en revanche, dit à Ymir qu'elle est ni une esclave, ni même une déesse mais un simple être humain qui dispose de son libre arbitre. Ces mots parviennent à convaincre Ymir de l'aider et accorde à Eren le pouvoir du Titan Originel. De retour dans le monde réel, un organisme luisant sort du cou d'Eren pour se rattacher à sa tête. Ce dernier reprend conscience et absorbe Sieg pour se transformer. Il brise les murs et libère alors tous les Titans qui y sommeillaient, le Grand Terrassement débute. Mikasa et Armin qui semblent satisfaits de voir qu'Eren n'a pas suivi le plan de Sieg s'aperçoivent rapidement qu'Eren n'a pas simplement envie de détruire la coalition ennemie en voyant le Mur Maria se rompre. Mikasa et Armin, mais aussi tous les Eldiens entendent alors la voix d'Eren qui leur dit qu'il maîtrise désormais le Titan Originel et son intention de protéger l'île du Paradis par tous les moyens. Il leur révèle qu'il a rompu les 3 murs et que leurs Titans se sont mis en marche. Son ultime objectif : détruire le monde extérieur à Paradis jusqu'au dernier habitant. Commentaires - On découvre l'origine des Titans lors de cet épisode. - Le Grand Terrassement débute lors de cet épisode. - Les murs de Shiganshina n'existent plus.                                                                     |                           |                  |                            |                       |
| 22 (81) | Le dégel                  | 氷解             | Hyōkai                     | 14 février 2022       |
| [Chapitre 124] - Après avoir entendu les mots d'Eren, M. Leonhart, à Revelio, est anéanti. À Shiganshina, Gaby, accompagnée d'un Reiner épuisé, cherche pendant un temps Falco qui a été récupéré par Jean et Conny avant de se reposer dans une maison car Reiner a dû encaisser les débris du mur sans sa cuirasse qui s'est désagrégée au même instant. Il révèle à Gaby qu'un aéronef de repli se situe au sud et d'emmener Peak et le plus de soldats possibles mais lui révèle que leurs proches et le monde entier sont condamnés car le Titan originel peut contrôler tous les Eldiens et donc les Titans primordiaux à sa guise. Gaby laisse Reiner se reposer et décide d'aller chercher Falco. De leur côté, Jean et Conny sont tout aussi bouleversés que Mikasa et Armin quant à la décision radicale d'Eren. Mais Jean tente de se convaincre que la situation actuelle a lieu parce que le reste du monde ne les voyait que comme des menaces à exterminer. De plus, il est satisfait qu'Eren ait empêché Sieg de les stériliser et voit leur ancien camarade comme leur seule chance de survie. Conny décide quant à lui d'emmener Falco à Ragako pour offrir le pouvoir de son Titan à sa mère, afin qu'elle redevienne humaine. Au même moment, les Titans que Sieg avait transformés attaquent les soldats du bataillon et Conny profite de la confusion pour s'enfuir avec Falco. Mikasa, Jean et Armin affrontent donc les Titans. Poursuivis par le Titan de Naile, la Famille Braus tente de se réfugier mais Kaya trébuche dans un tunnel et ne doit sa survie qu'à Gaby, armée de son fusil, qui parvient à terrasser le Titan. La 109ᵉ brigade d'entraînement est sauvée des Titans par Keith Shardiz tandis que Mikasa sauve Jelena, tétanisée. Tous les soldats se regroupent sur le toit du fort, armés de lances foudroyantes, et les lancent sur les cous des Titans qui sont regroupés, dont Pixis tué par Armin qui le remercie de les avoir guidés jusqu'ici. Après avoir sécurisé le fort, Jean révèle l'objectif d'Eren à Onyankopon alors que Frock, en sale état, ordonne à Jelena de regrouper ses hommes qui sont tous aux arrêts. Mikasa et Armin retrouvent Gaby qui leur demande de leur rendre Falco. Armin lui révèle que Conny l'a emmené ainsi que le cas de sa mère. Gaby demande alors si Eren ne peut pas la ramener à sa forme humaine avec le pouvoir de l'Originel qui est censé être absolu car il a désagrégé l'armure du Cuirassé en même temps que les murs. Avec cette révélation, Armin se rappelle des mots d'Eren qui disait que "toutes les rigifications [étaient] rompues" et comprend que le cristal qui enfermait Annie depuis 4 ans n'est plus. À Trost, Annie se réveille enfin... Commentaires - Dot Pixis et Naile Dork meurent lors de cet épisode. - Annie refait son apparition. Elle n'était plus apparue depuis l'épisode 25, malgré une brève apparition dans l'épisode 68. |                           |                  |                            |                       |
| 23 (82) | Le coucher du soleil      | 夕焼け           | Yūyake                     | 21 février 2022       |
| [Chapitre 125] - Dans le District de Trost, Hitch est témoin des dégâts collatéraux de la destruction du mur. Elle aide la population du mieux qu'elle le peut, observant une partie de la population qui considère ces dégâts comme un sacrifice nécessaire pour que l'île du Paradis soit libre. Hitch ordonne à ses hommes de préparer le matériel anti-émeute puis remarque des traces de pas qui proviennent du sous-sol du Q.G. Elle poursuit ces traces jusqu'à une salle où elle est surprise par Annie qu'elle maîtrise facilement du fait de sa longue inactivité. Elle appelle du renfort mais se rétracte pour la laisser partir. En discutant, elle comprend qu'Annie n'était pas totalement inconsciente durant tout ce temps dans le cristal, entendant sa voix et celle d'Armin depuis le début. Lorsque Hitch demande à Annie qu'est-ce qui l'a poussée à commettre autant de massacres, une question qu'elle lui a souvent posée lorsqu'elle lui rendait visite. Annie lui raconte d'où elle vient. Orpheline à cause de ses origines, elle a été adoptée par un Eldien qui lui enseigna les arts martiaux de son pays d'origine afin qu'Annie puisse se défendre sans arme. L'homme n'hésitait pas à la brutaliser afin qu'elle s'améliore. Le jour où Annie surpassa enfin son père, elle évacua sa frustration en le battant à mort. Estropié à vie, M. Leonhart était malgré tout ravi des progrès de sa fille qui a pu rejoindre l'Unité des Guerriers grâce à son talent naturel. D'un côté, son père qui la pousse à être invulnérable. De l'autre, les Mahrs qui en font une arme de destruction. Annie était destinée à massacrer tous ses opposants, soldats ou civils. Elle développa donc un manque d'empathie, détruisant même les insectes sans état d'âme. Mais le jour de son départ pour l'île du Paradis, M. Leonhart promet à sa fille qu'il sera toujours là pour elle même si le monde entier la pourchasse. Le temps lui a appris que chacun a des êtres chers et fait preuve de plus d'empathie désormais. Mais pour revoir, elle sera capable de la même cruauté. Dans le camp de Revelio, M. Leonhart qui agit en porte-paroles des habitants prévient les autorités Mahr qu'Eren Jäger va venir avec une armée de Titans. Mais voyant qu'ils ne les prennent pas au sérieux, le père d'Annie se rebelle. De son côté, Armin prévient qu'il va empêcher Conny de tuer Falco et lui demande de prendre des initiatives car la chaîne de commandement est rompue et le chaos règne sur l'île. Gaby dit au revoir à la famille Braus et part avec Armin en direction de Ragako. Frock, quant à lui, s'impose en tant que leader des Pro-Jäger en exécutant l'un des mercenaires Anti-Mahr. Il révèle qu'il était au courant du véritable plan d'Eren depuis le départ. Maintenant que les idéaux des mercenaires sont détruits comme l'avenir de leurs nations d'origine, il promet d'accueillir les mercenaires loyaux à leur cause et d'exécutant les autres. Il les enferme le temps de les laisser réfléchir. Pendant que Conny accompagne un Falco qui ne se souvient de rien à Ragako, Hansi s'approche de Peak et Magath, leur proposant de discuter. Dans sa charrette, Livaï est vivant, bien que visiblement mutilé. |                           |                  |                            |                       |
| 24 (83) | Amour-propre              | 矜持             | Kyōji                      | 28 février 2022       |
| [Chapitre 126] - Flashback. Après avoir fui avec Livaï et exécuté les Pro-Jäger qui les poursuivaient, Hansi soigne le caporal avant de construire une charrette pour le transporter, étant donné que celui-ci est trop invalide pour l'instant. C'est à ce moment qu'elle entend les mots d'Eren. Au présent, Livaï et Hansi négocient avec Peak et Magath afin de d'unir les forces de Mahr et de Paradis pour arrêter le Grand Terrassement. De son côté, Falco accompagne Conny à Ragako afin qu'il soit, sans le savoir, donné en pâture à la mère de ce dernier. Gaby et Armin les rejoignent pour l'en empêcher. Voyant que Conny veut toujours sacrifier Falco, Armin décide de se sacrifier lui-même, ce qui oblige Conny à le sauver et à ouvrir les yeux sur son action. Mikasa passe récupérer son écharpe auprès de Luise, sur son lit de mort, disant qu'elle est fière de s'être sacrifiée pour la cause des Pro-Jäger. Frock, quant à lui, galvanise ses troupes avec Jean, à ses côtés, qui semble hésitant. De retour à Trost le lendemain, Armin, Conny, Gaby et Falco croisent le chemin d'Annie qui décide de s'allier à eux. Sur le toit du fort de Shiganshina, Frock se prépare à exécuter Jelena et Onyankopon quand le Titan charrette débarque et les avale eux ainsi que Jean jusqu'à l'extérieur de la ville. Pendant la nuit, l'alliance entre Hansi et Magath s'est conclue à la condition que Jelena soit amenée devant lui. Réveillé brutalement par Annie, Reiner constate qu'une coalition s'est formée avec un objectif : sauver le monde. Commentaires - Les noms complets de Peak et Magath sont révélés lors de cet épisode : Peak Finger et Theo Magath. - La plupart des personnages principaux s'allient contre Eren lors de cet épisode. |                           |                  |                            |                       |
| 25 (84) | La nuit du final          | 終末の夜         | Shūmatsu no yoru           | 7 mars 2022           |
| [Chapitre 127] - La nuit précédente. Jean est en train de s'imaginer un avenir florissant dans un appartement en ville en récompense de tout ce qu'il a accompli. Hansi l'appelle et, après une longue hésitation, il décide de la rejoindre. Celle-ci lui révèle, ainsi qu'à Mikasa que Livaï est toujours en vie et qu'ils ont fait alliance avec les Guerriers Mahr. Elle leur demande aussi de les aider à arrêter Eren et le Grand Terrassement. Au présent, l'alliance rassemble à la fois l'élite du bataillon (Hansi, Livaï, Jean, Mikasa, Conny et Armin) et les Guerriers Mahr (Reiner, Annie, Peak, Magath, Falco et Gaby), sans oublier Yelena et Onyankopon. Ces alliés d'infortune se regroupent autour d'un feu de camp en train de savourer un ragoût. Les reproches ne tardent pas à sortir, d'autant plus que Yelena les pousse à la dispute. C'est lorsque Jean apprend que Reiner est le véritable responsable de la mort de Marco qu'il craque et qu'il s'acharne sur Reiner. Ce n'est que quand Gaby s'interpose et qu'elle le supplie de les aider qu'il se calme. Au matin, l'alliance est à quelques kilomètres du port quand Peak (sous sa forme de titan) revient en vitesse les prévenir que les Pro-Jäger ont pris possession du port et tiennent en otage les Azumabito. |                           |                  |                            |                       |
| 26 (85) | Traîtres                  | 裏切り者         | Uragirimono                | 14 mars 2022          |
| [Chapitre 128] - Les alliés constatent que les Pro-Jäger ont pris possession du port et qu'ils sont équipés de lances foudroyantes. Leur objectif est de prendre l'hydravion des Azumabito, lequel ne peut démarrer qu'avec leurs techniciens. Cependant, même avec le Pouvoir des 9 Titans de leur côté, cet objectif est loin d'être accompli. De plus, la fumée des Titans des Murs à l'horizon suggère qu'ils ont déjà atteint le continent. Sur cette révélation, Magath torture Yelena et lui brise le bras, dans le but de savoir où se trouve Eren. Un plan de bataille se met en place et Armin parvient, non sans mal, à convaincre les Guerriers Mahr de le laisser, lui et Connie, tenter de baratiner Frock et ses hommes plutôt que de les massacrer directement. Armin applique son plan en demandant à Frock de lui envoyer les techniciens démarrer l'avion. Le chef des Pro-Jäger, se doutant de la véritable intention d'Armin s'apprête à tuer les techniciens quand Kiyomi l'en empêche. Le coup de feu est quand même tiré, obligeant Mikasa à intervenir. Frock parvient à se dégager et la bataille est lancée. Conny et Armin ont rejoint Samuel et Daz au même instant. Samuel abat Armin avant d'ordonner à Daz d'exploser l'hydravion. Mais Armin, encore conscient se jette sur Daz. Ce dernier le maîtrise avant de lui mettre son pistolet sur la tête. Alors qu'il hésitait à tuer ses camarades de promotion jusque là, Conny exécute Daz avant de plomber Samuel, non sans regret. De son côté, Mikasa est rejointe par Hansi et Magath afin d'escorter Kiyomi et les techniciens au sous-sol du bâtiment duquel ils étaient détenus afin de laisser Annie et Reiner se défouler sans retenue. |                           |                  |                            |                       |
| 27 (86) | Rétrospection             | 懐古             | Kaiko                      | 21 mars 2022          |
| [Chapitres 129-130] - Alors qu'Annie et Reiner affrontent les Pro-Jäger, les techniciens Azumabito informent Hansi et Magath qu'il faut une demi-journée au minimum pour remonter l'hydravion afin qu'il décolle. Incapables de garder la position plus de quelques heures et le Grand Terrassement ayant déjà atteint le continent, les deux commandants prennent la décision, sur conseil de Kiyomi, de remorquer l'hydravion jusqu'au port d'Odiha, une ville qu'ils seront capables d'atteindre avant les Titans et, surtout, qui dispose d'un entrepôt ayant le matériel nécessaire. Mikasa informe Annie et Reiner du changement de plan et les 2 Titans protègent l'escorte des tirs de lances foudroyantes. Bien que les Azumabito atteignent le bateau, les Titans d'Annie et de Reiner sont désormais hors de combat, forçant Mikasa et Connie mais aussi Falco à intervenir. Le train de renforts est saboté, annihilant toutes les troupes de Pro-Jäger. Frock, désormais seul rempart qui sépare la coalition d'Eren, se hisse un chemin parmi ses ennemis afin de faire un trou dans la coque du bateau avec une lance foudroyante. Mais son baroud d'honneur est stoppé net par Gaby, sur le pont du navire, avec un tir de carabine. Le chef des Pro-Jäger tombe dans les flots, laissé pour mort. Ayant vaincu les Pro-Jäger sans aucune perte, la coalition monte dans le navire avec l'hydravion qui est remorqué. En revanche, Magath décide de se sacrifier en sabotant le second navire capable de les rattraper. Il est rejoint par Keith Shardiz, qui a en fait saboté le train, et décident de se sacrifier ensemble en faisant exploser le navire, non sans regrets pour leurs actes passés. Hansi informe quant à elle Annie et Reiner du plan d'assemblage de l'hydravion à Odiha et que le sort de Revelio est scellé. Dévastée, Annie est prise d'une vague de tristesse car elle veut tuer Eren pour ce qu'il a fait, mais ne veut pas se battre contre lui ni ses amis. Commentaires - Le maréchal Magath et Keith Shardiz meurent lors de cet épisode. |                           |                  |                            |                       |
| 28 (87) | L'aube de l'Humanité      | 人類の夜明け     | Jinrui no yoake            | 4 avril 2022          |
| [Chapitres 123-130] - Sur le navire, Mikasa se demande si Eren a changé. Elle se dit même qu'il n'a en réalité jamais changé et qu'elle s'est trompée depuis le début. Ses souvenirs nous ramènent quelque temps avant l'attaque de Revelio. Lorsque, pour la première fois, le bataillon rejoint le continent. Ils découvrent les glaces, l'automobile et les clowns. Accueillis par Onyankopon et Kiyomi, la vraie raison de leur venue est de nouer la paix avec les autres nations. Mikasa retrouve Eren près d'un camp de réfugié dans lequel vit un garçon qu'ils ont sauvé plus tôt. Eren demande alors à Mikasa ce qu'il représente pour elle mais elle ne trouve rien de mieux à répondre que : "La famille". Ils se font finalement interrompre par un vieil homme du camp qui les invite à boire. Jean, Conny et Sasha, qui les ont rejoints, s'invitent à la beuverie. Quelque temps plus tard, une réunion a lieu pour parler du sort des réfugiés éparpillés à travers le monde qui descendent du Peuple d'Ymir. L'orateur proclame alors que le véritable fautif est en réalité l'île du Paradis qui seraient de véritables démons. En entendant cela, Eren quitte ses amis et leur envoie une lettre quelque temps plus tard pour leur dire qu'il s'en remet entièrement à Sieg. Réfléchissant, Mikasa se dit qu'au moment où Eren lui a posé la question, elle aurait pu répondre autrement. Se remémorant ses souvenirs, Eren se demande quand tout a commencé. Finissant par admettre qu'il est là où il l'a toujours voulu, il se remémore les mensonges qu'il a sorti respectivement à Yelena et Sieg, tout en demandant à Frock et Historia, les deux seuls à avoir su ce que tramait Eren, de mentir et de garder le silence, respectivement. Eren est également au courant de l'amour que Mikasa a pour lui, qui est réciproque, mais ne veut pas l'entraver d'une relation car il ne lui reste que 4 ans à vivre. Au présent, à la base militaire de Califa, tous les navires de guerre de la coalition mondiale y sont rassemblés. Des centaines d'obus sont tirés sur les titans, nageant sous l'eau à une vitesse hallucinante. La vapeur disparaît un court instant avant que les titans reprennent leur nage. Les navires tirent une seconde fois mais la vapeur carbonise les marins et détruit les navires. S'élevant de la mer, les titans sont insensibles aux canons terrestres, qui sont abandonnés par les soldats. Ces derniers, ayant atteint une plus haute altitude, voient derrière la horde de titans colossaux, une gigantesque structure d'os. Ils reconnaissent la tête de ce squelette titanesque : le Titan Assaillant. À la tête de cette armée, Eren se remémore du meurtre sur sa mère et se jure de les tuer tous jusqu'au dernier... Commentaires - La musique utilisée à la fin de l'épisode est la même que lors de l'épisode 1, lorsque le Titan Cuirassé brise le mur. |                           |                  |                            |                       |

#### Troisième partie (2023)
La troisième partie est initialement divisée en deux épisodes spéciaux, respectivement d'1 heure et d'1 heure 25 minutes. Le premier est diffusé le 4 mars 2023. L'épisode final est diffusé le 5 novembre 2023 sur NHK General à minuit (JST). Ces deux épisodes spéciaux sont également diffusés au format épisodique standard, avec une numérotation allant de 88 à 94.
| No | Titre français            | Titre japonais | Titre japonais        | Date de 1re diffusion |
| No | Titre français            | Kanji          | Rōmaji                | Date de 1re diffusion |
| --- | ------------------------- | -------------- | --------------------- | --------------------- |
| SP 1 | The Final Chapters Part 1 | 完結編（前編） | Kanketsu-hen (zenpen) | 4 mars 2023           |
| [Chapitres 131-132-133-134] - Sous un arbre au sommet d’une colline, un jeune Eren se réveille en larmes sous les yeux de Mikasa. Cette dernière lui demande la raison pour laquelle il fond en larmes… Premier chapitre : Le Grand terrassement (第一章 地鳴らし, Jinarashi) Eren repense aux mois passés sur le continent Mahr avant d’élaborer son plan: détruire le reste du monde jusqu’au dernier. Désormais, tout était déjà acté y compris le sauvetage d’un enfant immigré Ramzi des mains de commerçants qui le battaient pour vol. Ramzi est le même enfant qui invite Eren et ses compagnons à un festin au camp de réfugiés le même soir. Cependant, Eren se met à pleurer et confie indirectement au garçon qu’ils mourraient tous à cause de lui étant conscient de sa fatalité. Dans le présent, le Grand terrassement arrive sur le continent Mahr et ravage tout sur son passage. Ramzi, son frère Halil et le reste des rescapés tentent de fuir mais sans succès étant impitoyablement piétinés par les Titans colossaux. Eren Jäger observe tout ce panorama contemplant la liberté apparente qu’il se crée pour lui et ses amis au préjudice de celle du monde entier. Sur le navire, Armin et Annie confessent leurs sentiments. Armin admet qu’il est toujours confiant sur la possibilité d’un dialogue avec Eren avant qu’il ne soit trop tard. Il est également persuadé qu’il doit bien y avoir quelque chose qu'ils n’ont pas découvert hors des murs. Arrivé à Odiha, le bataillon d’exploration prépare l’hydravion afin de naviguer par la voie des airs. En ce moment même, Yelena, bien que plâtrée, révèle qu’Eren se dirige vers la forteresse Slatoa au sud de Mahr. Le fort abrite un laboratoire aéronautique détenant des armes puissantes qui pourraient nuire à l’avancée du Grand terrassement. Le lendemain, après de nombreuses heures de préparation, la nouvelle alliance se prépare afin de se diriger vers Slatoa où se trouve le Titan originel. Annie, à bout de force, ne monte pas à bord de l'hydravion, ne voyant pas l’intérêt de sauver le monde. Gaby, Falco, Yelena et les Azumabito prennent la direction d’Heazul avec le Titan féminin. Alors que les ingénieurs finalisent l’hydravion, Frock que l’on croyait mort apparaît soudainement au hangar et perce le réservoir de l’hydravion. Mikasa s’empresse pour l’abattre. Au même instant, la terre tremble en raison de l’inévitable Grand terrassement approchant à grands pas. Alors que les Titans colossaux approchent, Hansi décide de prendre les choses en main prête à assumer sa responsabilité en tant que major du bataillon. Elle nomme Armin 15ème major du bataillon et décide de se sacrifier héroïquement pour donner aux ingénieurs le temps de réparer le réservoir. L’hydravion parvient à décoller de justesse et fonce sans plus attendre vers la forteresse. Deuxième chapitre : Les pécheurs (第二章 罪人たち, Tsumibitotachi) Dans l’hydravion, piloté par Onyankopon, le groupe élabore le plan d’attaque final pour arrêter Eren. À ce stade, l’alliance décide en premier lieu de cibler Sieg à qui Livaï fait le serment de le tuer. Eren utilise le pouvoir de l’Originel par le biais du sang royal de Sieg. Selon Livaï, enlever la vie à l’hôte du Titan bestial reviendrait à possiblement interrompre le Grand terrassement. Lors de la discussion, Eren les interrompt via le pouvoir du Titan originel ainsi que les interpelle dans les Chemins. Terrifiés, eux tous se mettent à supplier Eren pour qu’il arrête reconnaissant l’avoir acculé à cette hécatombe. Le protagoniste déclare que le Grand terrassement se poursuivra et qu’il continuera à aller de l’avant. Il dit que tout l'île de Paradis y compris ses compagnons sont libres et ne seront pas soumis au pouvoir de l’Originel. En parallèle, il justifie encore qu’il est autant libre qu'eux de poursuivre sa progression et qu’aucun dialogue n’est envisageable. Le seul moyen pour l’arrêter est le suivant : lui ôter la vie. Dans la mer, sur le navire à destination d’Heazul, Falco et Gaby révèlent à Annie une découverte sur les Titans. Falco confie avoir été transformé en Titan après avoir accidentellement ingéré le liquide cérébrospinal de Sieg. Il confie avoir vu des souvenirs du passé d’un vol en plein air estimant qu’il est capable d’en faire autant. Via les souvenirs de ce dernier, Gaby dit aussi que la spécificité du Titan féminin pourrait lui permettre d’avoir les aptitudes d’un autre Titan tel que le Titan Mâchoire. À l'instant même, sur le continent Mahr, les habitants de Revelio ont pris un train et se dirigent vers la forteresse de Slatoa à l’espoir de prendre un aéronef. M.Leonhart, le père d’Annie, dirige le groupe prenant en otage un soldat mahr pour les emmener. Une fois arrivés, ils constatent que l’escadrille a déjà pris possession des aéronefs afin d’en venir à bout du Titan originel ainsi que son armée colossale. L’escadrille lance l’assaut avec des dirigeables chargés d’explosifs vers la horde de Titans les obligeant à rester sur place. À la suite de l’assaut aérien, Eren détenteur de l’Originel active son pouvoir et invoque une version fantoche du Titan bestial. Le Bestial parvient à anéantir brusquement la flotte aérienne n’épargnant aucun soldat mahr. Tout espoir semble désormais perdu… Soudain, juste après cette attaque, l’hydravion arrive enfin parvenant à rattraper le Grand terrassement dans une situation intense. Onyankopon aperçoit le Titan originel et leur incite d’atteindre la carcasse d’Eren au moment d’esquiver les attaques du Titan bestial. Le groupe se lance dans l’attaque tandis que Reiner et Peak se transforment pour immobiliser le Bestial. Onyankopon tente un atterrissage d’urgence afin de faire atterrir l’avion à Slatoa en raison d'un manque de carburant. Au loin, le reste du monde s'aperçoit que les forces de Paradis tentent d’arrêter le Grand terrassement. Mme Braun et M.Finger, parents respectifs de Reiner et Peak, découvrent que leurs enfants sont indemnes venus sauver le monde. Avant l’ultime affrontement, Armin pose une question à son ami d'enfance, désormais l’ennemi du monde entier: en quoi croit-il être libre ? Commentaires - La scène où Eren se met à pleurer sous un arbre est un flashback du tout premier épisode de l'œuvre. Elle est d’une grande importance dans le récit. - Les parents de Grisha, Ramzi, Frock et Hansi Zoe meurent lors de cet épisode. - Livaï est le seul rescapé parmi les anciens du Bataillon d’Exploration. - À compter de cet épisode, la guerre est cette fois-ci déclarée non plus entre Mahr et Paradis mais entre le reste du monde, Eren et les forces de Paradis. |                           |                |                       |                       |
| SP 2 | The Final Chapters Part 2 | 完結編（後編） | Kanketsu-hen (kōhen)  | 5 novembre 2023       |
| [Chapitres 134-135-136-137-138-139] Troisième chapitre : Entre Ciel et Terre (第三章 天と地の戦い, Ten to chi no tatakai) L'escouade et les aspirants guerriers atterrissent sur la cage thoracique d'Eren et neutralisent le Titan Bestial, réalisant qu'il ne s'agit que d'une coquille vide et que Sieg est introuvable. Avant qu'Armin n'ait eu la chance de se transformer, il est capturé dans la bouche d'un Titan. Soudain, d'innombrables versions des Neuf Titans du passé apparaissent sur le dos d'Eren, créées par Ymir Fritz pour le défendre. Alors que l'escouade et les aspirants guerriers sont presque vaincus, Annie et Gabi apparaissent sur le dos du nouveau Titan Mâchoire volant de Falco. Pendant ce temps, Armin découvre Sieg dans les Chemins. Quatrième chapitre : Un long rêve (第四章 長い夢, Nagai yume) Armin et Sieg ont une conversation sur le sens de la vie. Armin convainc Sieg de partager son point de vue et les deux font appel aux Titans décédés tout au long de la série pour aider l'alliance. Sieg se matérialise ensuite sur le Titan d'Eren et permet à Levi de le tuer, ce qui arrête le Grand Terrassement. Après qu'Armin ait été secouru et délivré de la bouche du titan qui l'avait kidnappé, il utilise le pouvoir de son Titan Colossal pour détruire le Titan Originel d'Eren, libérant l'organisme ressemblant à un mille-pattes, la source de toute la puissance des Titans, de la nuque d'Eren. Falco vole vers les réfugiés de Liberio, mais les retrouvailles entre les Guerriers et leurs familles sont interrompues lorsque le mille-pattes transforme les Eldiens à proximité, dont Jean, Connie et Gabi, en Titans pour aider à la défendre. Reiner, Annie et Pieck affrontent les Titans et le mille-pattes pour l'empêcher de renouer avec Eren pendant qu'il se transforme à nouveau en Titan Originel pour combattre Armin, laissant Mikasa et Levi les seuls à pouvoir vaincre Eren. Sautant du dos de Falco, Livaï utilise une Lance Tonnerre pour détruire la bouche du Titan d'Eren, exposant sa forme humaine à l'intérieur et Mikasa décapite Eren. Ymir est ainsi libérée des Chemins lui permettant de passer, et les pouvoirs des Titans, ainsi que le mille-pattes, disparaissent du monde, transformant tous les Eldiens en humains de manière permanente, et mettant fin à l'ère des titans. Dernier chapitre : L'arbre sur la colline (最終章 あの丘の木に向かって, Ano oka no ki ni mukatte) Après la mort d'Eren, une conversation entre Armin et Eren est montrée où Eren parle de la raison pour laquelle il a mal traité Armin et Mikasa plus tôt, de l'effet que sa possession du Titan Originel et du Titan Assaillant a eu sur son esprit, de la révélation que quatre-vingt pour cent de la population mondiale sera anéantie d'ici la fin du Grand Terrassement, et de sa prise de conscience qu'il lui était impossible d'éviter de déclancher le Grand Terrassement. Après avoir essayé à plusieurs reprises de trouver un moyen d'éviter le Grand Terrassement, Eren a décidé de l'accepter pour protéger ses amis et s'assurer que leur statut serait élevé au rang de sauveurs de l'humanité dans le reste du monde, tout en leur donnant la vie longue et épanouissante qu'il voulait qu'ils aient dans un monde sans Titans. À la fin de la série, on apprend que la conversation avait eu lieu bien plus tôt, mais que les souvenirs d'Armin avaient été supprimés par Eren jusqu'à la mort de ce dernier, et qu'Eren avait fait de même avec le reste de ses anciens amis. Après avoir pleuré leur ami, Armin décide de s'attribuer le mérite d'avoir tué Eren afin de couvrir le départ de Mikasa pour enterrer la tête d'Eren à Paradis. L'Escouade et les Aspirants Guerriers sont salués comme des héros par les survivants du Grand Terrassement, comme l'avait voulu Eren. Trois ans plus tard, avec 80 % de l'humanité décimée, les Pro-Jaeger deviennent la faction dominante de l'armée de Paradis et se préparent à une éventuelle attaque future du reste du monde (de peur que le reste du monde ne se venge), tandis que l'Escouade de Livaï et les Aspirants Guerriers restants deviennent les ambassadeurs du monde pour les négociations de paix avec Paradis. Mikasa, qui avait enterré la tête d'Eren sous un arbre sous lequel il se reposait fréquemment lorsqu'il était enfant (le même arbre près duquel la série commence), continue de se rendre sur sa tombe tout au long de sa vie. A sa mort, elle fut enterrée aux cotes d'Eren, au pied de l'arbre. De nombreuses générations s'écoulent paisiblement avant qu'un Paradis futuriste ne soit bombardé d'en haut et détruit dans une guerre. Au fil du temps, Paradis est reconquis par la nature sauvage, et dans cette nature sauvage, un garçon solitaire accompagné de son chien s'approchent de l'arbre où Eren est enterré, et qui a depuis grandi pour ressembler à l'arbre d'origine qui contenait la source du pouvoir des Titans, laissant supposer que tout n'était qu'un cycle. Commentaires : - Dans cet épisode, on assiste au meurtre d'Eren par Mikasa, et à la mort naturelle de Mikasa. - Eren est enterré sous l'arbre où il était en train de pleurer au début du premier épisode de la première saison. Mikasa est ensuite enterrée à ses côtés. |                           |                |                       |                       |

### OAV
| No | Titre français                                             | Titre japonais                        | Titre japonais                                      | Date de 1re diffusion |
| No | Titre français                                             | Kanji                                 | Rōmaji                                              | Date de 1re diffusion |
| --- | ---------------------------------------------------------- | ------------------------------------- | --------------------------------------------------- | --------------------- |
| 3.5 | Le carnet d'Ilse - Notes d'une patrouilleuse du bataillon  | イルゼの手帳 ～ある調査兵団員の手記～ | Iruze no techō                                      | 9 décembre 2013       |
| En l'an 850, alors qu'Eren et les autres s'entraînent, le régiment de scouts part en mission. Hansi décide de poursuivre un Titan repéré dans la forêt dans l'espoir de le capturer. Curieusement, alors que Hansi fait courir le Titan après elle, celui-ci se retire soudainement dans la forêt. Elle le suit jusqu'au centre de la forêt, où il se cogne la tête contre un arbre. Le Titan devient hostile lorsque Hansi s'en approche, mais Livaï et son escouade arrivent et le tuent, à la grande consternation de Hansi. En inspectant la scène, ils découvrent le corps décapité d'Ilse Langnar, un soldat de la 34e division du régiment d'éclaireurs, reposant à l'intérieur de l'arbre, et trouvent un carnet lui appartenant gisant sur le sol. Le carnet détaille les antécédents d'Ilse, qui s'est échappée à pied après que son escouade ait été tuée par des Titans. Elle s'est retrouvée coincée par un Titan, mais au lieu de la tuer tout de suite, il a commencé à lui parler en langage humain, l'appelant "Ymir". Ilse tenta de communiquer avec le Titan, mais celui-ci redevint inévitablement hostile et lui arracha la tête, choisissant curieusement de ne pas dévorer son corps mais de le laisser reposer à l'intérieur de l'arbre. Après avoir lu toutes les notes d'Ilse, Hansi se sert du carnet pour convaincre Erwin d'approuver des opérations visant à capturer des Titans vivants et à les étudier, avant de rendre les affaires d'Ilse à sa famille accablée par le chagrin. Remarques : - Cet OAV est sorti avec l'édition limitée du tome 12 du manga. - Il adapte le chapitre du manga du même nom. - Il retrace la 49e expédition extra-muros du Bataillon d'Exploration, alors qu'Eren et ses compagnons sont toujours au camp d'entraînement. |                                                            |                                       |                                                     |                       |
| 3.25 | Un visiteur inattendu - Le fléau des affres de la jeunesse | 突然の来訪者 ―苛まれる青春の呪い―     | Totsuzen no raihōsha -Sainamareru seishun no noroi- | 9 avril 2014          |
| En l'an 849, Jean rentre chez lui après deux ans d'entraînement. Après une dispute entre Jean et Sasha à la suite d'un exercice d'entraînement, le commandant Pyxis suggère qu'ils règlent leurs différends en organisant un concours de cuisine. Armin et Annie rejoignent l'équipe de Jean, tandis que Reiner et Conny font équipe avec Sasha. Les deux groupes se rendent dans la forêt à la recherche d'un fameux sanglier géant pour en faire de la viande. Le groupe de Sasha rencontre le sanglier en premier et engage le combat, Sasha réussissant à le tuer et à le revendiquer pour son groupe. Plus tard, après que Jean a reçu la visite de sa mère, lui criant dessus lorsqu'il sent qu'elle l'embarrasse, il concocte un plan pour voler du bœuf de qualité au bureau afin de pouvoir battre Sasha, mais Armin et Annie refusent de l'aider, jugeant ce plan très dangereux. Après avoir abandonné son plan, Jean ouvre une boîte de nourriture que sa mère lui a laissée et qui contient une omelette, se souvenant de toutes les fois où sa mère l'a soutenu. Le concours de cuisine commence rapidement, avec Sasha qui présente un steak de sanglier de premier choix et Jean qui présente une humble omelette. Bien qu'impressionné par le goût du steak, Pyxis déclare Jean vainqueur car il a fait preuve de plus d'habileté en cuisine. Satisfait de sa victoire, Jean envisage de rendre visite à sa mère. Remarques : - Cet OAV est sorti avec l'édition limitée du tome 13 du manga. - Il retrace des péripéties de Jean Kirschtein au camp d'entraînement. |                                                            |                                       |                                                     |                       |
| 3.75 | Épreuve                                                    | 困難                                  | Konnan                                              | 8 août 2014           |
| En l'an 848, les recrues sont divisées en deux groupes pour un exercice en pleine nature afin d'apprendre à subvenir à leurs besoins en temps de paix. Marco a du mal à diriger son groupe en raison de l'arrogance d'Eren et de Jean. Pendant ce temps, le groupe de Mikasa apprend la présence d'une bande de voleurs qui ont réussi à dérober leur équipement tridimensionnel. Cette nuit-là, les voleurs tendent une embuscade au groupe d'Eren et prennent Christa en otage avec leur équipement. Mettant de côté leurs petites querelles pour la sauver, le groupe découvre la cachette des voleurs et utilise chacun de ses talents pour mettre au point un plan d'embuscade. Après qu'Eren et Jean aient réussi à récupérer le matériel de manœuvre du groupe et à arrêter les chariots des voleurs, ces derniers tiennent Christa en joue, mais elle est sauvée par l'arrivée de Mikasa et d'Annie, après qu'Armin ait appelé à l'aide. Alors que les voleurs sont arrêtés sans qu'aucune victime ne soit à déplorer, Armin se demande si l'attaque des voleurs ne faisait pas partie de l'exercice depuis le début. Remarques : - Cet OAV est sorti avec l'édition limitée du tome 14 du manga. - Il retrace des péripéties d'Eren et ses compagnons durant leur apprentissage au camp d'entraînement. |                                                            |                                       |                                                     |                       |

### Épisodes bonus
Chimi Kyara Gekijō - Tondeke! Kunren Heidan (ちみキャラ劇場 とんでけ！訓練兵団) est une série humoristique en animation flash et des personnages en version chibi disponible avec les DVD et Blu-ray de la première saison de la série télévisée.
| No | Titre français              | Titre japonais           | Titre japonais                                  | Date de 1re diffusion |
| No | Titre français              | Kanji                    | Rōmaji                                          | Date de 1re diffusion |
| -- | --------------------------- | ------------------------ | ----------------------------------------------- | --------------------- |
| 1  | Jour 01 / Jour 02           | 01日目 / 02日目          | Ikkame / Futsukame                              | 17 juillet 2013       |
| 2  | Jour 03 / Jour 04           | 03日目 / 04日目          | Mikkame / Yokkame                               | 21 août 2013          |
| 3  | Jour 05 / Jour 06 / Jour 07 | 05日目 / 06日目 / 07日目 | Itsukame / Muikame / Nanokame                   | 18 septembre 2013     |
| 4  | Jour 08 / Jour 09 / Jour 10 | 08日目 / 09日目 / 10日目 | Yōkame / Kokonokame / Tōkame                    | 16 octobre 2013       |
| 5  | Jour 11 / Jour 12 / Jour 13 | 11日目 / 12日目 / 13日目 | Jūichinichime / Jūninichime / Jūsannichime      | 20 novembre 2013      |
| 6  | Jour 14 / Jour 15 / Jour 16 | 14日目 / 15日目 / 16日目 | Jūyokkame / Jūgonichime / Jūrokunichime         | 18 décembre 2013      |
| 7  | Jour 17 / Jour 18 / Jour 19 | 17日目 / 18日目 / 19日目 | Jūshichinichime / Jūhachinichime / Jūkunichime  | 15 janvier 2014       |
| 8  | Jour 20 / Jour 21 / Jour 22 | 20日目 / 21日目 / 22日目 | Nijūnichime / Nijūichinichime / Nijūninichime   | 19 février 2014       |
| 9  | Jour 23 / Jour 24 / Jour 25 | 23日目 / 24日目 / 25日目 | Nijūsannichime / Nijūyonnichime / Nijūgonichime | 19 mars 2014          |

## L'Attaque des Titans: Junior High-School
| No | Titre français                               | Titre japonais   | Titre japonais            | Date de 1re diffusion |
| No | Titre français                               | Kanji            | Rōmaji                    | Date de 1re diffusion |
| -- | -------------------------------------------- | ---------------- | ------------------------- | --------------------- |
| 1  | La rentrée au collège des titans !           | 入学！巨人中学校 | Nyūgaku! Kyojin chūgakkō  | 4 octobre 2015        |
| 2  | Recherche ! Le collège des titans            | 追跡！巨人中学校 | Tsuiseki! Kyojin chūgakkō | 11 octobre 2015       |
| 3  | Duel au ballon ! Le collège des titans       | 闘球！巨人中学校 | Tōkyū! Kyojin chūgakkō    | 18 octobre 2015       |
| 4  | Nettoyage ! Le collège des titans            | 清掃！巨人中学校 | Seisō! Kyojin chūgakkō    | 25 octobre 2015       |
| 5  | Études acharnées ! Le collège des titans     | 猛勉！巨人中学校 | Mōben! Kyojin chūgakkō    | 1er novembre 2015     |
| 6  | Lettre d'amour ! Le collège des titans       | 恋文！巨人中学校 | Koibumi! Kyojin chūgakkō  | 8 novembre 2015       |
| 7  | Confrontation ! Le collège des titans        | 対決！巨人中学校 | Taiketsu! Kyojin chūgakkō | 15 novembre 2015      |
| 8  | Histoire de fantômes ! Le collège des titans | 怪談！巨人中学校 | Kaidan! Kyojin chūgakkō   | 22 novembre 2015      |
| 9  | Un doux été ! Le collège des titans          | 甘夏！巨人中学校 | Amanatsu! Kyojin chūgakkō | 29 novembre 2015      |
| 10 | Recommandation ! Le collège des titans       | 推薦！巨人中学校 | Suisen! Kyojin chūgakkō   | 6 décembre 2015       |
| 11 | Beau temps ! Le collège des titans           | 快晴！巨人中学校 | Kaisei! Kyojin chūgakkō   | 13 décembre 2015      |
| 12 | Attaque ! Le collège des titans              | 進撃！巨人中学校 | Shingeki! Kyojin chūgakkō | 20 décembre 2015      |

## L'Attaque des Titans: Birth of Livaï
| No | Titre traduit en français            | Titre japonais      | Titre japonais           | Date de 1re diffusion |
| No | Titre traduit en français            | Kanji               | Rōmaji                   | Date de 1re diffusion |
| --- | ------------------------------------ | ------------------- | ------------------------ | --------------------- |
| 0,5A | Une décision sans regrets (Partie 1) | 悔いなき選択 (前編) | Kuinaki sentaku (Zenpen) | 9 décembre 2014       |
| Plusieurs années avant que Livaï ne devienne membre du Bataillon d'Exploration, il vivait dans le district souterrain, où les citoyens ne reçoivent jamais la lumière du soleil et ne sont pas autorisés à s'aventurer à l'extérieur à moins d'obtenir la citoyenneté. Il faisait partie d'une bande de voleurs aux côtés de son jeune partenaire Furlan Church. Tous deux ont mis la main sur du matériel tridimensionnel et ont appris à s'en servir pour les cambriolages. Ils recueillent une adolescente, Isabel Magnolia, après l'avoir sauvée des gardes pour avoir tenté de ramener un oiseau blessé à la surface. Un jour, un mystérieux homme de la surface utilise un otage pour s'assurer que le trio accepte un travail pour lui, en leur promettant la citoyenneté pour vivre en surface. Au cours d'une tentative de vol, le trio est arrêté par le Bataillon d'Exploration, dirigés par Erwin, que Livaï rencontre pour la première fois. Erwin propose à Livaï et à ses amis de les innocenter en échange de leur engagement en tant que soldats pour le Bataillon d'Exploration. Commentaires : - Cet OAV est sorti avec l'édition limitée du tome 15 du manga. - Il adapte la série dérivée L'Attaque des Titans : Birth of Livaï. - Il retrace la jeunesse de Livaï Ackerman.                           |                                      |                     |                          |                       |
| 0,5B | Une décision sans regrets (Partie 2) | 悔いなき選択 (後編) | Kuinaki sentaku (Kōhen)  | 9 avril 2015          |
| Livaï, Furlan et Isabel commencent leur vie en tant que membres du Bataillon. En réalité, ils se sont joints à eux pour accomplir la mission confiée par l'homme mystérieux, à savoir assassiner Erwin et voler un document en sa possession. Lors de leur première expédition avec le Bataillon d'Exploration, Livaï et Furlan réussissent à tuer leur premier Titan. Alors qu'une tempête éclate, Livaï décide d'en profiter pour tendre une embuscade à Erwin, mais découvre que les Titans ont tué son équipe, y compris Furlan et Isabel. Dévasté, il abat brutalement le dernier Titan. Il apprend alors qu'Erwin était porteur d'un faux document et que l'homme qui leur avait confié la mission a été arrêté pour ses crimes ; Erwin était au courant de la mission de Livaï depuis le début. Avant que Livaï ne puisse s'effondrer, Erwin lui dit de ne pas regretter ses décisions car personne ne peut en connaître l'issue, et lui demande de rester avec eux. Livaï comprend que les objectifs d'Erwin sont plus élevés que ce qu'il peut voir et décide de continuer à le suivre. Commentaires : - Cet OAV est sorti avec l'édition limitée du tome 16 du manga. - Il adapte la série dérivée L'Attaque des Titans : Birth of Livaï. - Il complète la précédente histoire sur la jeunesse de Livaï Ackerman. |                                      |                     |                          |                       |

## L'Attaque des Titans: Lost Girls
| No | Titre traduit en français     | Titre japonais            | Titre japonais              | Date de 1re diffusion |
| No | Titre traduit en français     | Kanji                     | Rōmaji                      | Date de 1re diffusion |
| --- | ----------------------------- | ------------------------- | --------------------------- | --------------------- |
| 16,5A | Wall Sina, Goodbye (Partie 1) | Wall Sina, Goodbye (前編) | Wall Sina, Goodbye (Zenpen) | 8 décembre 2017       |
| A la base des Brigades Spéciales du district de Stohess, Annie dit à sa colocataire qu'elle a besoin d'un jour de congé. En échange, elle accepte d'aider sa colocataire à retrouver Carly Stratmann, qui a disparu. Annie rend visite au père de Carly, qui semble en savoir très peu sur sa fille, mais Annie soupçonne qu'il cache des informations. Stratmann est propriétaire de la société Marleen, qui faisait du commerce entre le Mur Maria et le Mur Sina, mais la société est aujourd'hui au bord de l'effondrement, bien qu'il semble fortuné. Annie recherche Carly au bar Pit Riddles où Carly semble être une habituée, avec plus d'argent qu'elle ne devrait en avoir. Là, Annie obtient physiquement des informations sur le petit ami de Carly, Kampfer Boltz, auprès de quelques clients réguliers. Elle enquête sur le logement de ce dernier et trouve une grande quantité de codéine et un corps sous le lit. Commentaires : - Cet OAV est sorti avec l'édition limitée du tome 24 du manga. - Il adapte la série dérivée L'Attaque des Titans : Lost Girls. - Il retrace une histoire sur Annie Leonhart, en tant que membre des Brigades Spéciales. |                               |                           |                             |                       |
| 16,5B | Wall Sina, Goodbye (Partie 2) | Wall Sina, Goodbye (後編) | Wall Sina, Goodbye (Kōhen)  | 9 avril 2018          |
| Annie confirme que le corps qu'elle a trouvé dans l'appartement est celui de Kemper Boltz, ce qui la met dans une position délicate puisqu'en tant que membre de la Brigade Spéciale, elle doit signaler le corps. Au moment de partir, elle est interceptée par deux autres enquêteurs, Wald et son assistant Lou. Ils s'apprêtent à se débarrasser d'elle, mais elle trompe Lou en déclenchant sa forme Titan. Cependant, lorsqu'elle redevient normale, Lou tire sur elle et sur Wald. Annie se remet du coup de feu fatal et Wald, blessé, révèle que Stratmann l'avait également engagé pour retrouver Carly, et que Stratmann sait tout de sa vie secrète. Avant de mourir, Wald dit à Annie que Kampfer a proposé de les engager pour faire chanter Stratmann sur la situation de sa fille et exiger une rançon pour son retour. Annie retrouve Lou et Carly, puis découvre qu'elle et son père sont impliqués dans la fabrication et la distribution de Codéine. Pour couvrir sa propre implication, Annie s'arrange pour que Carly s'échappe à Wall Rose et aide son père en se débarrassant du corps de Kemper. La prochaine tâche d'Annie est d'infiltrer la 57e mission extra-muros et de capturer Eren Jaeger. Commentaires : - Cet OAV est sorti avec l'édition limitée du tome 25 du manga. - Il adapte la série dérivée L'Attaque des Titans : Lost Girls. - Il continue l'histoire précédente sur Annie Leonhart. |                               |                           |                             |                       |
| ??? | Lost in the cruel world       | Lost in the cruel world   | Lost in the cruel world     | 9 août 2018           |
| Sur le Mur Rose, Mikasa fait l'expérience d'une vision alternative de son ancienne vie familiale, où ses parents n'ont pas été tués. Elle rencontre Eren, le fils du docteur Jaeger. En se promenant ensemble dans les bois, elle et Eren rencontrent des loups qui mangent les corps des kidnappeurs potentiels, mais lorsque Eren s'approche d'eux, les loups battent en retraite. Les deux enfants deviennent peu à peu amis et Eren parle à Mikasa de son ami Armin et de son rêve de rejoindre le Bataillon d'Exploration et de visiter le monde extérieur au-delà du mur. Bien qu'elle l'apprécie, Eren ne pense qu'à ses rêves, même après avoir vu les pertes du Corps d'Enquête causées par les rencontres avec les Titans et les blessures qu'il a subies en se battant pour défendre leur réputation. Lorsqu'Eren annonce à Mikasa qu'Armin et lui ont l'intention de dépasser le mur en montgolfière, elle veut les accompagner. Cependant, à l'heure prévue, elle est retenue par un "homme du miroir" masqué, déguisé en magicien, qui lui dit qu'il va la transformer en tueuse et qu'elle ne pourra pas éviter la mort d'Eren. Mikasa semble tuer l'homme, mais il s'avère qu'il s'agit d'un tour de magie réalisé par l'homme, et elle continue à se rendre au lieu de rendez-vous. Mikasa finit par retrouver Armin, qui lui apprend qu'Eren s'est sacrifié pour sauver Armin lors de l'écrasement de la montgolfière. De retour dans le présent, Mikasa réalise qu'Eren suivra son destin quel que soit le prix et décide qu'elle sera toujours à ses côtés. Commentaires : - Cet OAV est sorti avec l'édition limitée du tome 26 du manga. - Il adapte la série dérivée L'Attaque des Titans : Lost Girls. - Il retrace les sentiments de Mikasa Ackerman pour Eren Jäger. |                               |                           |                             |                       |